# Església de la Santíssima Trinitat de Cluj-Napoca

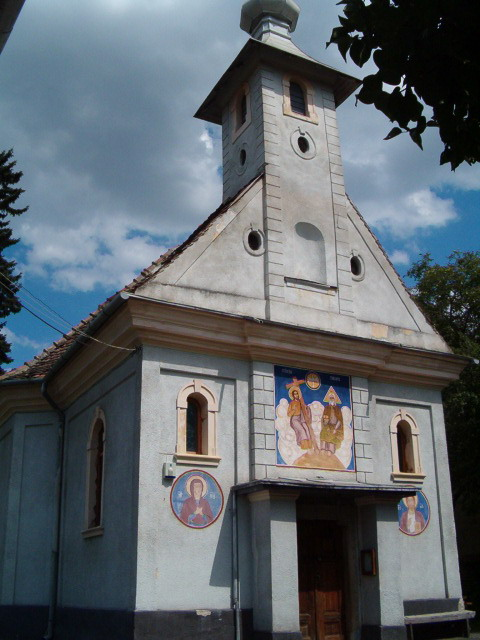
La façana occidental, amb pintures i addicions del segle XV. el vintè

L'Església Ortodoxa de la Santíssima Trinitat és la primera església ortodoxa de Cluj, un edifici construït entre el 1795 i el 1796 d'estil barroc. Està inscrit a la llista de monuments històrics del comtat de Cluj, elaborada pel Ministeri de Cultura i Patrimoni Nacional de Romania el 2010 (cod LMI CJ-II-mB-07276).
El santuari es troba al carrer de l'Església Ortodoxa (en hongarès Görögtemplom Utca, "carrer de l'església grega"), al número 12, en un jardí molt pintoresc, entre les tombes d'un antic cementiri ortodox.
L'edifici també es coneix com l'església ortodoxa del turó, en referència al turó de Hajongard, situat al sud de la fortalesa medieval de Cluj. Al cementiri, al núm. 10, és la primera oficina parroquial ortodoxa romanesa de Cluj. En aquesta casa parroquial, per la bona voluntat de l'arxiprestat Florea Mureșanu, va tenir lloc el cercle literari de Victor Papilian. L'escriptor Lucian Blaga també va participar en les reunions del cenacle.

## Històric
Fins a la primera meitat del segle xviii, la comunitat ortodoxa de Cluj feia servir l'església més propera a la ciutat, és a dir, la de Someșfalău, on també es van fer les inhumacions dels famosos representants d'aquesta comunitat. Com a resultat dels edictes josefins de tolerància religiosa, a les darreres dècades del segle xviii, diversos comerciants romanesos, grecs i macedoni-romanesos de Brașov es van establir a Cluj, cosa que va conduir al reforç de la comunitat ortodoxa.
El 1788, els comerciants Ioan Constantin i Ienache Mavrodin van dirigir al magistrat de la ciutat (alcalde), en nom de tots els ortodoxos de la ciutat, la sol·licitud d'aprovació de la construcció d'una església. El 31 de març de 1789, el comissari reial, el comte Adam Teleki, va intervenir davant l'ajuntament, sol·licitant que la sol·licitud es resolgués d'acord amb els edictes de tolerància. El 6 d'abril de 1789, l'ajuntament va rebutjar la sol·licitud, argumentant que els edictes preveien l'aprovació de la construcció d'una església només a comunitats que comptessin almenys 100 famílies de creients.
Mitjançant una nova sol·licitud, adreçada a la cancelleria àulica de Viena (secció de Transsilvània de la cancelleria imperial), la comunitat ortodoxa va sol·licitar l'aprovació de la construcció d'una església fora de les muralles de la ciutat, on la competència del magistrat de la ciutat ja no s'estenia. El 14 de febrer de 1780, la cancelleria àulica de Viena va aprovar la construcció i va emetre el permís.
La protesta formulada per l'ajuntament el 5 d'agost de 1790, que criticava l'autorització com un acte destinat a promoure el reforçament de la comunitat romanesa, va romandre sense efecte, de manera que els comerciants ortodoxos van comprar els terrenys necessaris per construir l'església a poca distància de les muralles de Cluj. Les obres de construcció van començar el 1795 i es van allargar fins al 1796
La primera litúrgia va ser oficiada a l'església el dia de Nadal de 1796, pel sacerdot Ilie Fulea, que va arribar a Cluj el 1792.

El primer sacerdot de l'església va registrar la litúrgia impresa el 1797 a Bucarest, una litúrgia a la col·lecció de l'església:
| « | «A tots els que ho hagin de saber, demostro que aquesta santa església de Cluj es va fer en temps de l'emperador Francesc de Roma i del príncep de Transsilvània, el 1795 i que vaig ser el primer sacerdot, que primer vaig servir la Santa Missa. Vaig ser de tot cor tement de Déu, vaig rebre moltes sanacions, i vaig mudar a Belgrad la meva propietat. Cluj, 25 d'agost de 1803. Ilie Fulea» | » |

L'església fou reparada diverses vegades, el 1823, 1877, 1922 i 1937. Amb motiu de la restauració del 1951-1958, davant de la torre, a la façana oest, flanquejant l'entrada, es van alçar dues potes de maçoneria, que suporten un petit terra de formigó armat (vegeu la foto adjunta).
Entre 1919 i 1932 va servir de catedral de la diòcesi de Vadu, Feleac i Cluj.

## Descripció
L'església està construïda a l'eix oest-est i consta d'un nàrtex rectangular (de 4,16 x 5,60 m), una nau (dimensions màximes 6,10 x 7,90 m), un espai estret davant de la iconòstasi (2,90 x 5,60 m) i un absis semicircular a l'interior i poligonal a l'exterior.

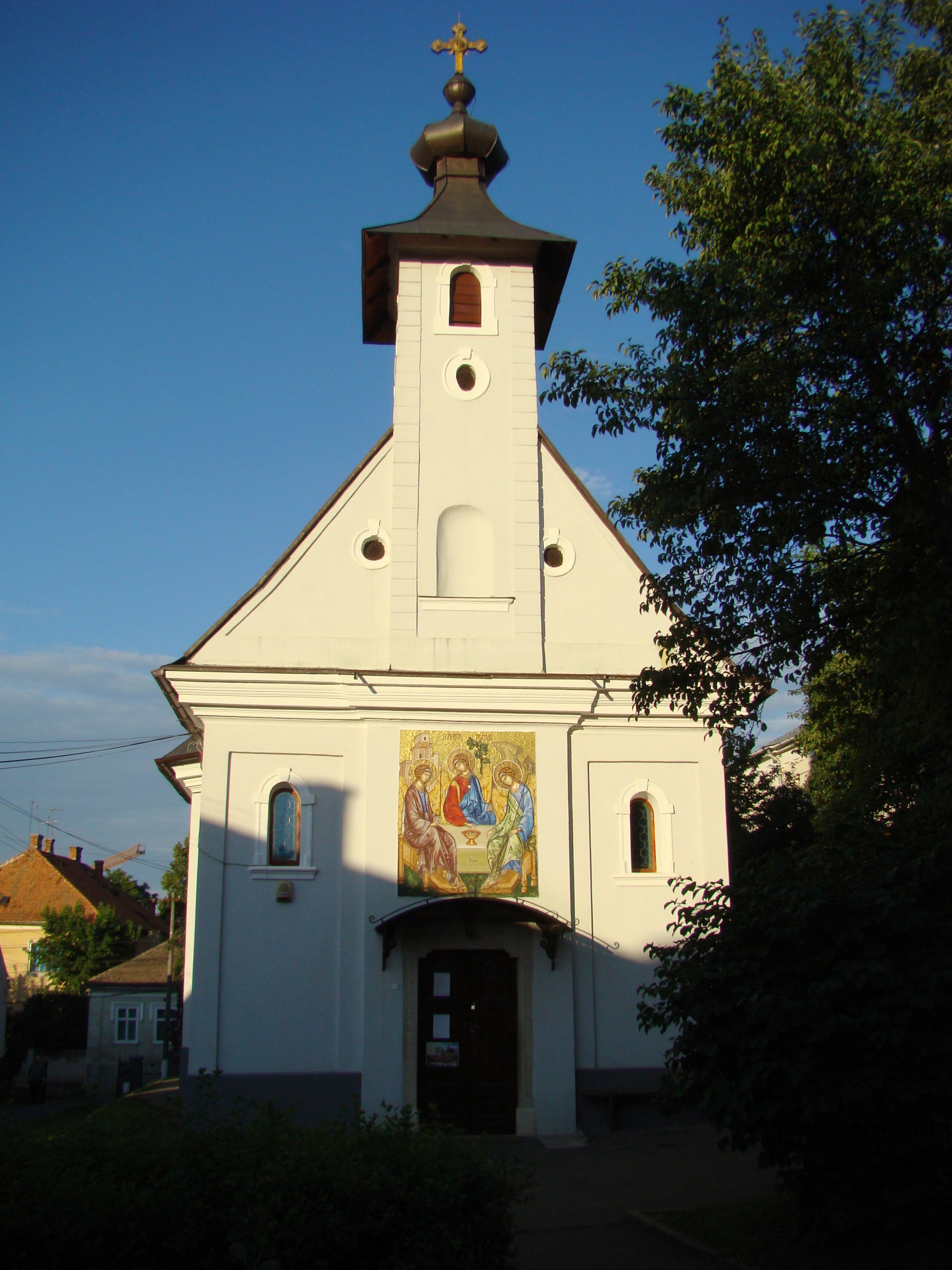
Església de la " Santíssima Trinitat " al turó, foto: juliol de 2013.

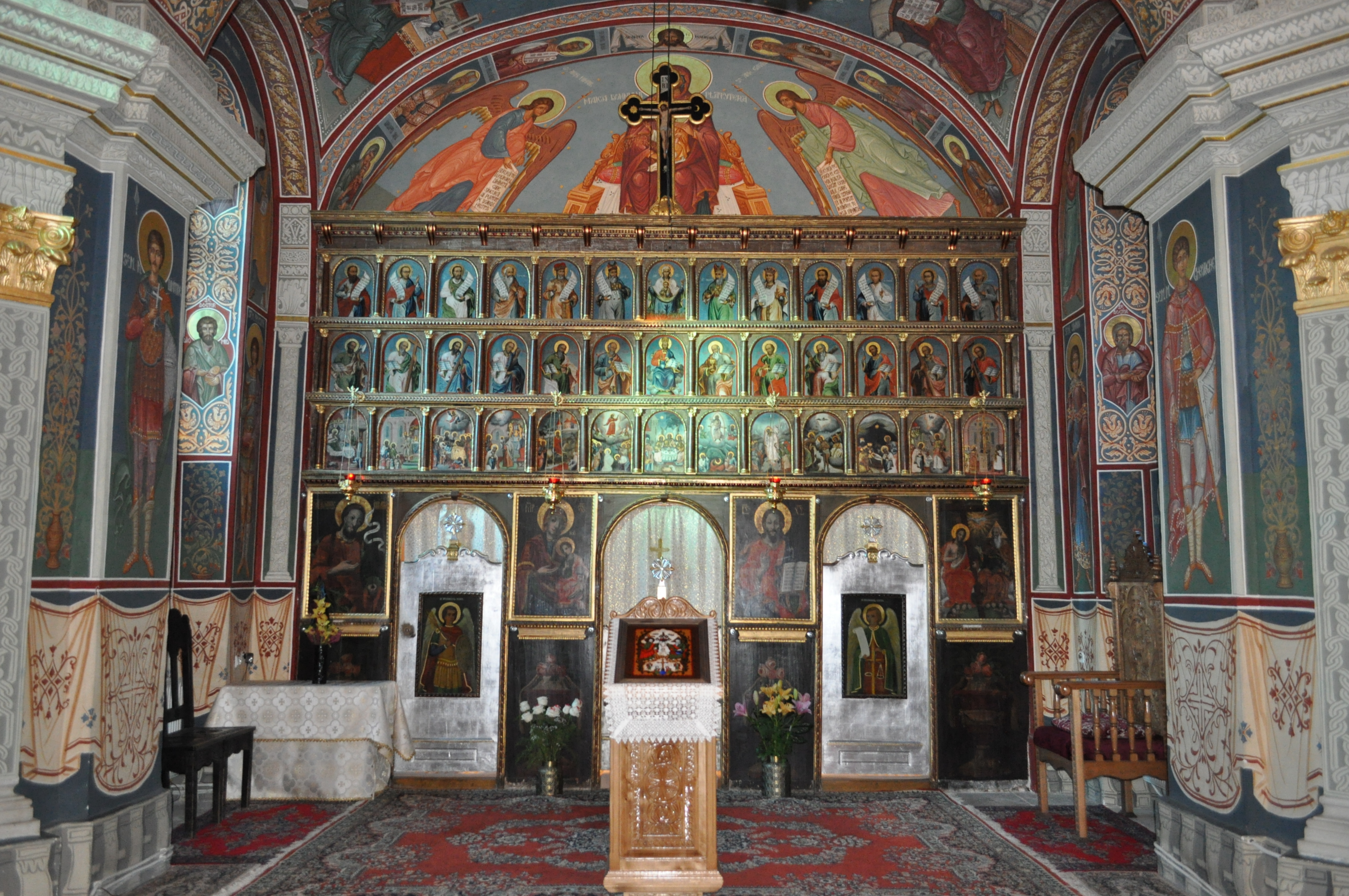
La iconostasi de la fusta de til·ler, feta per Constantin Zugravu de Brașov

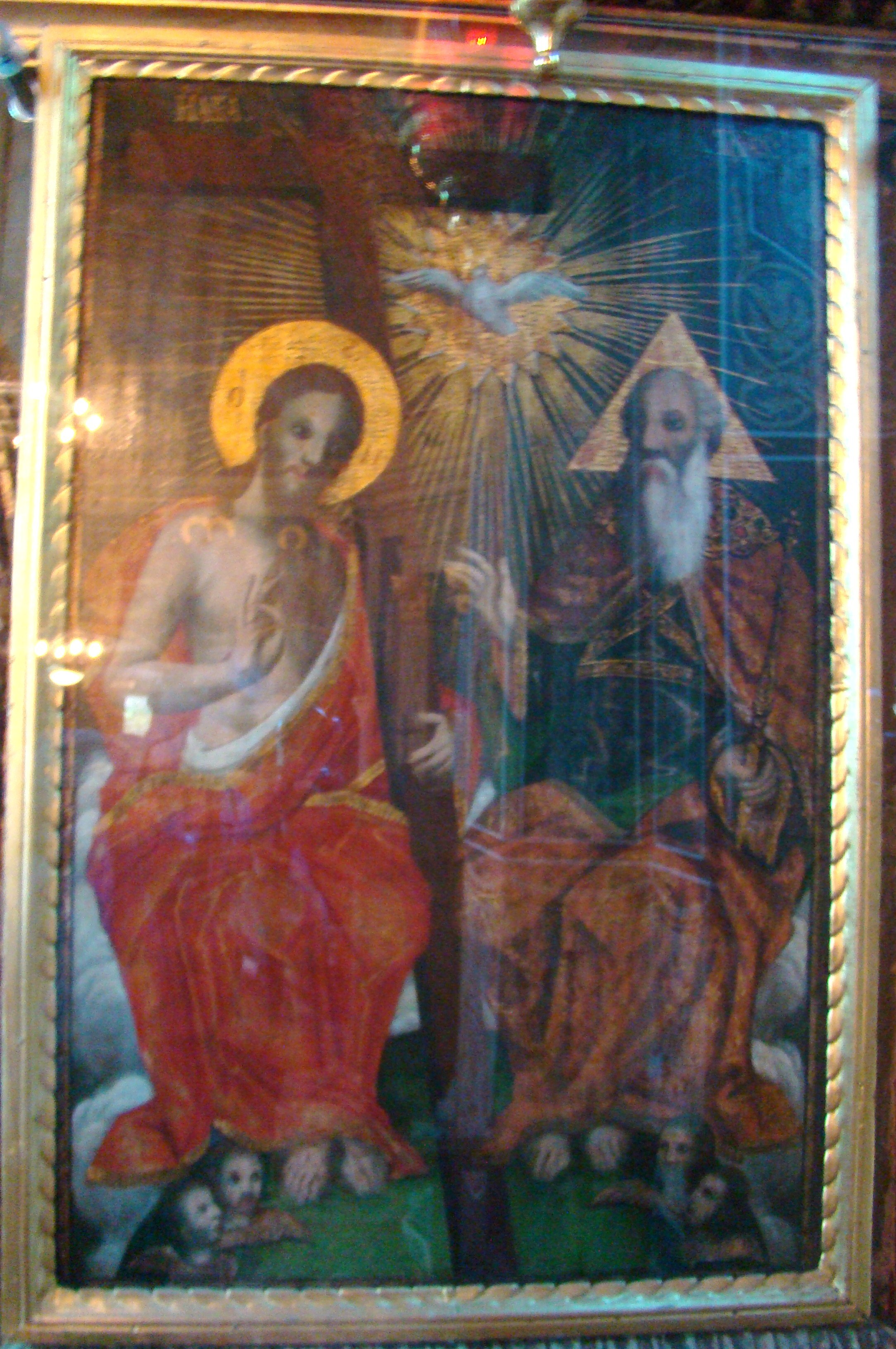
Icona de la festa: Santíssima Trinitat

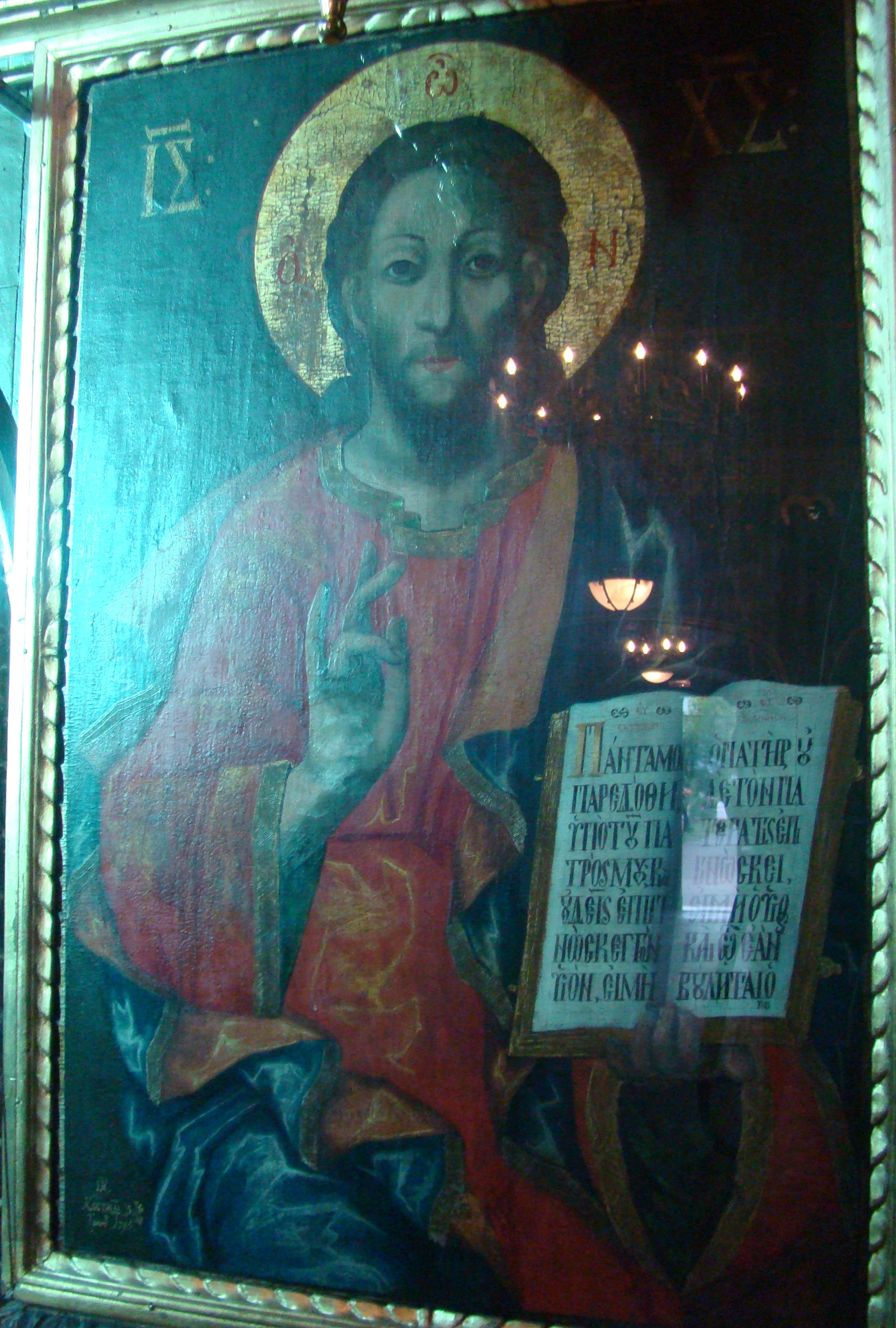
La icona del Salvador

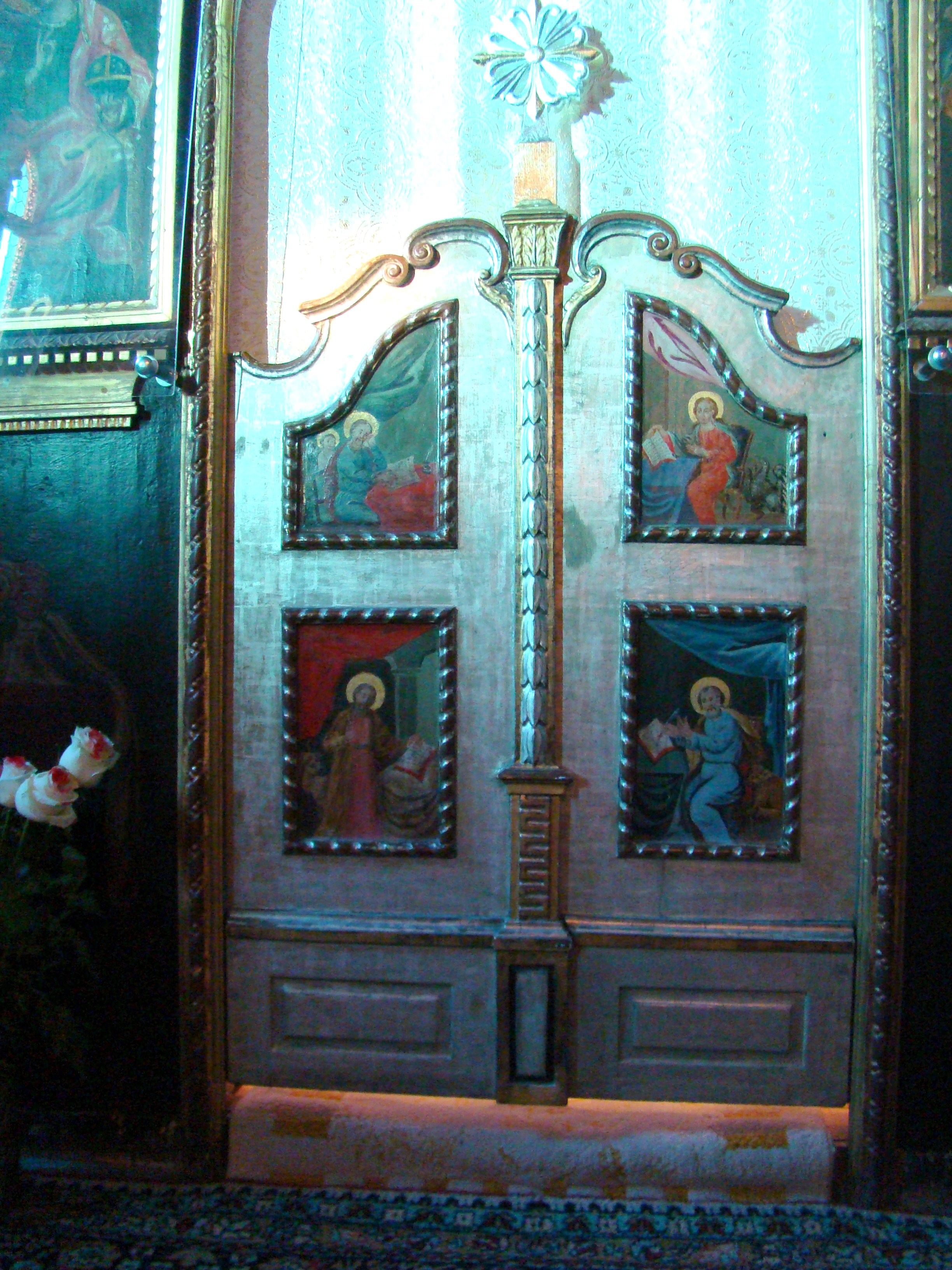
Les portes reials: els evangelistes

El porxo del sostre està separat de la nau per tres arcs, dels quals el central té una obertura en forma de mànec de cistella, i els laterals tenen obertures semicirculars. Els tres arcs tenen una barana de paret a la planta superior, decorada amb una cornisa a la part superior.
Les parets del vaixell estan flanquejades en cantonades per massives pilastres, tractades en diversos plans verticals. L'element que defineix l'església és la ubicació de les massives pilastres cantoneres en un angle de 45 ° en relació amb les parets del vaixell, cosa que transforma la tipologia de l'espai interior en una octogonal, específicament barroca. Les pilastres cantoneres suporten dos arcs amb obertura semicircular, que es creuen, que serveixen com a elements de suport del casquet bohemi l'alçada màxima dels quals és de 7,05 metres.
El mural de l'interior és recent.
L'església té diverses icones, llibres i manuscrits antics, inclosa la "Litúrgia" de 1797, esmentada anteriorment.

## Imatges de l'exterior

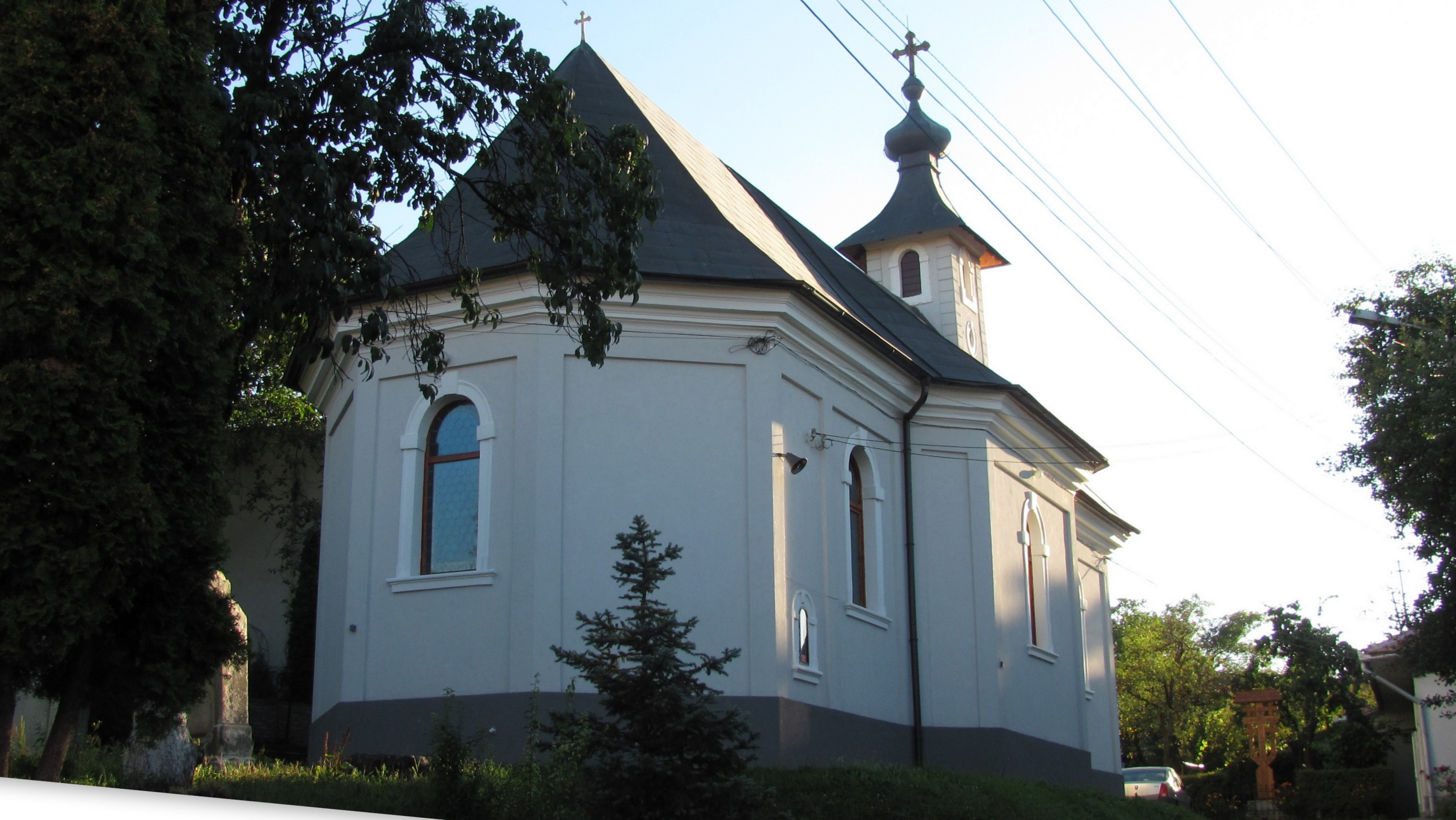
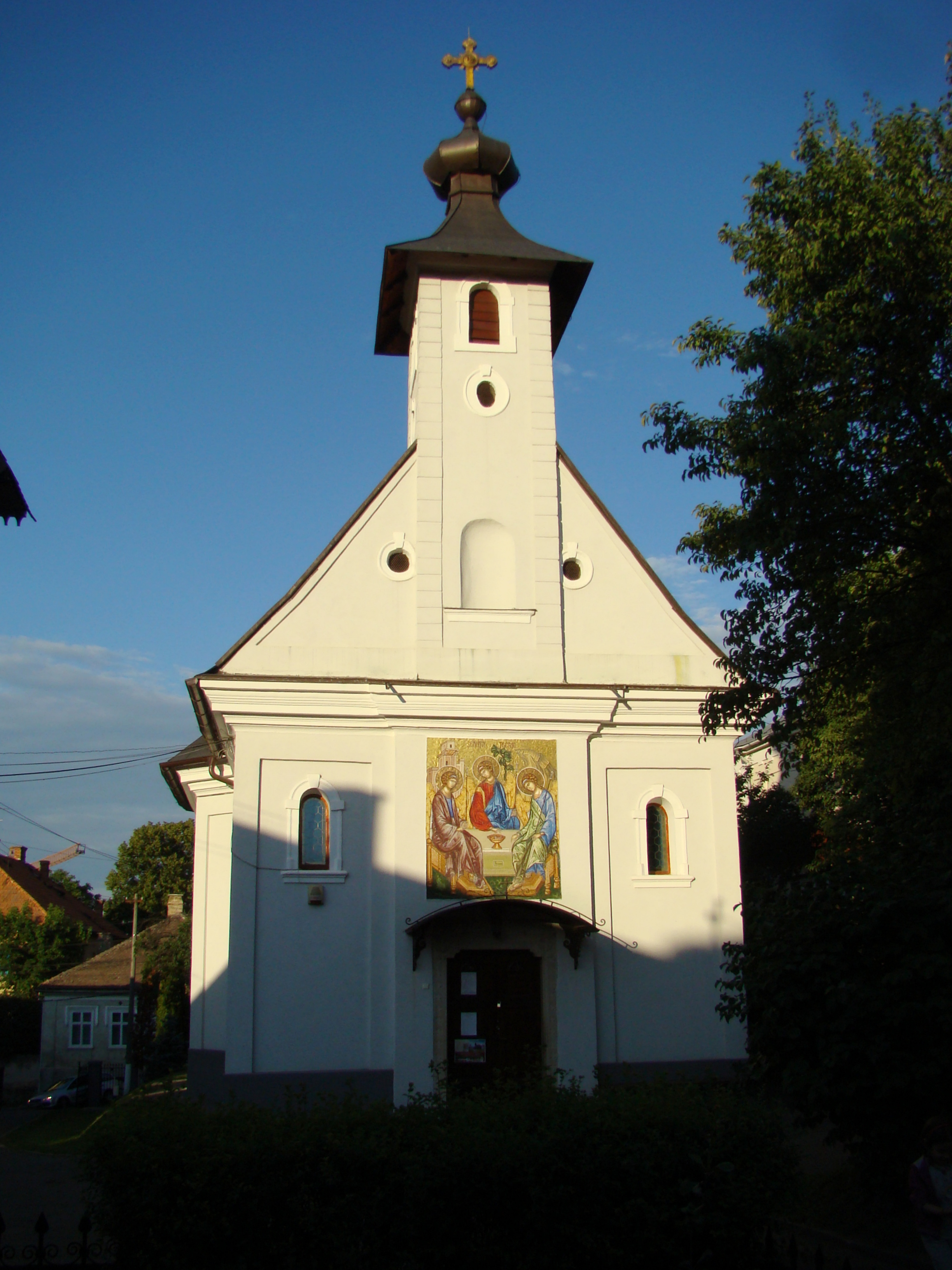
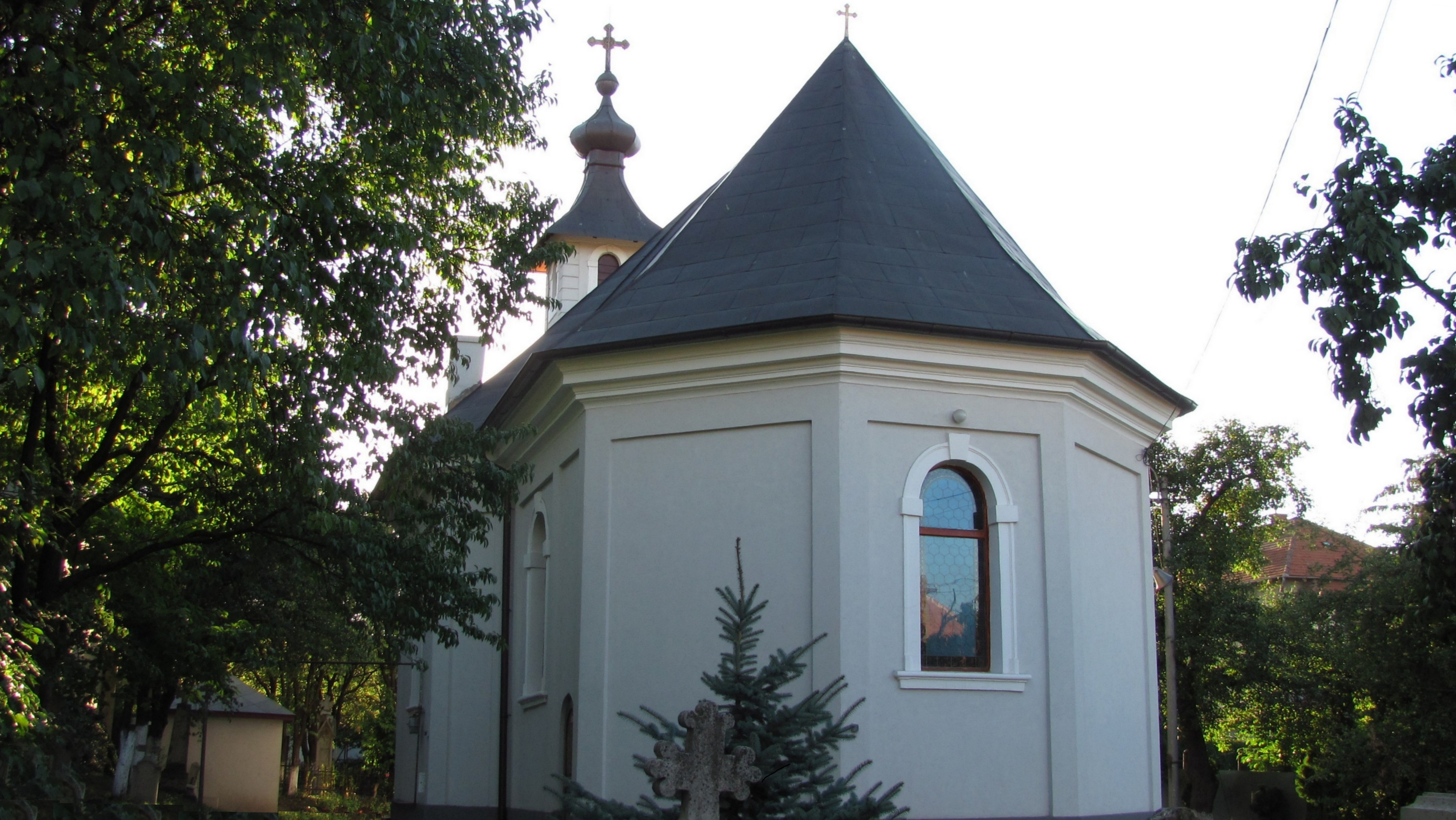
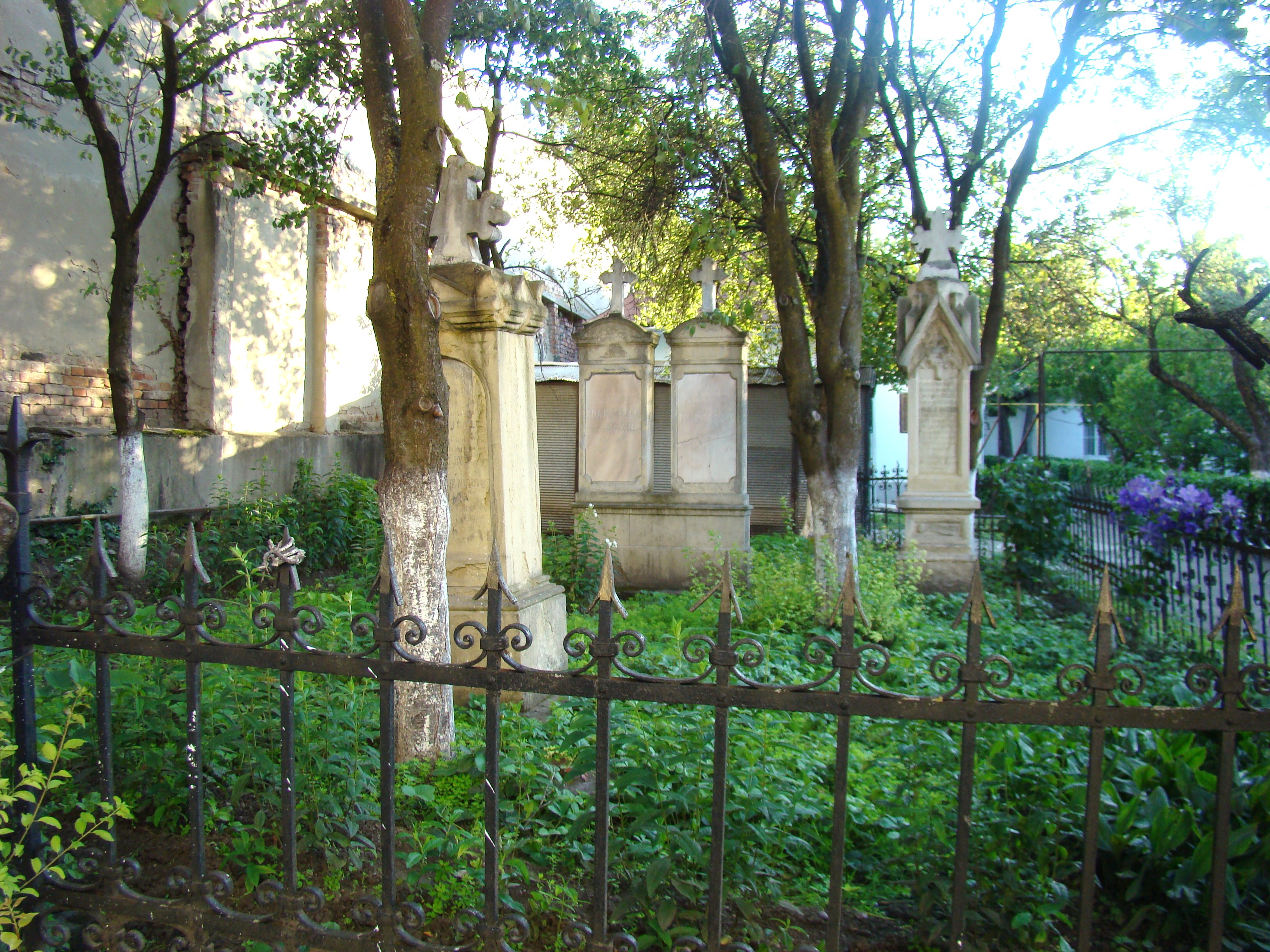
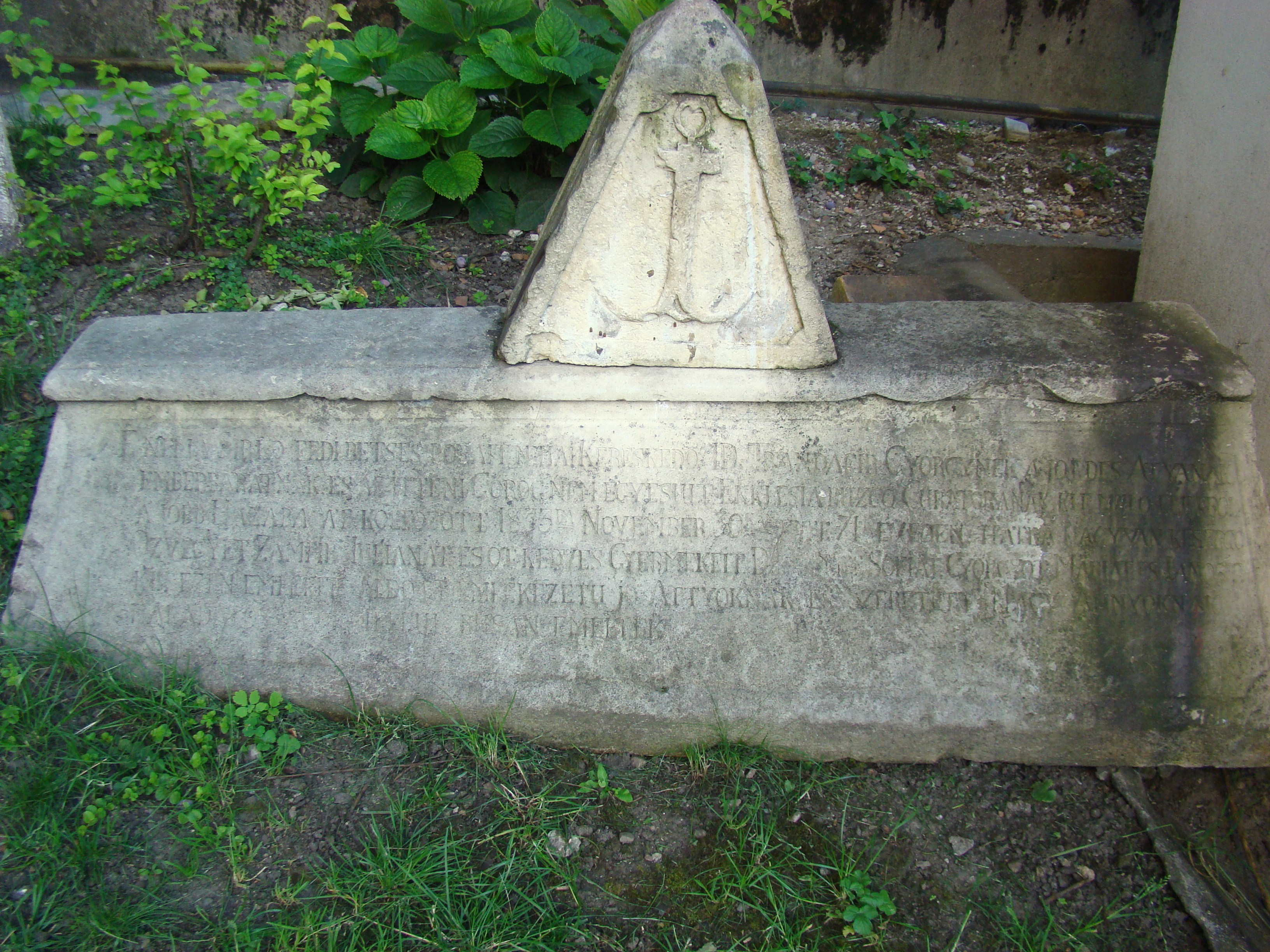
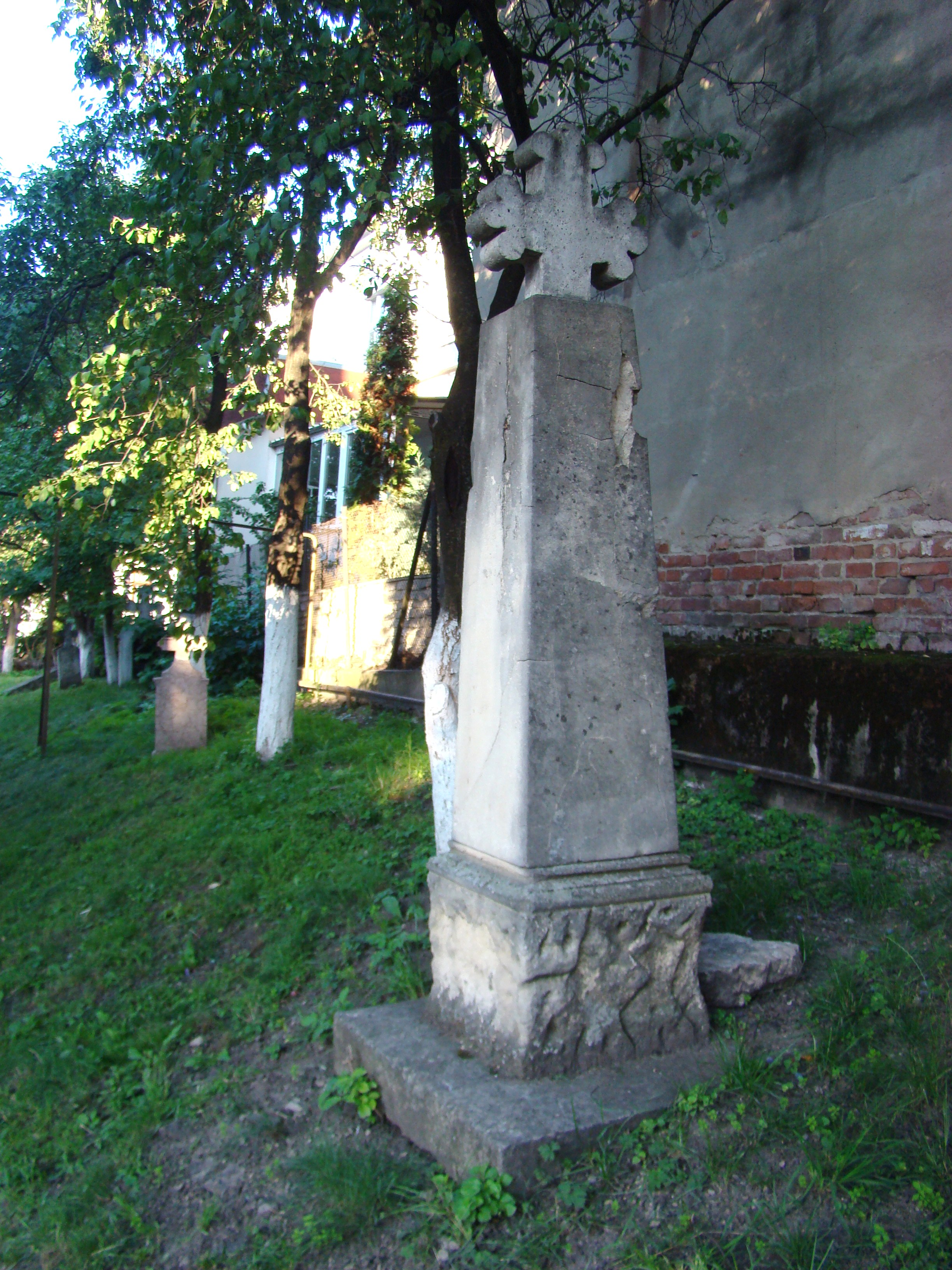
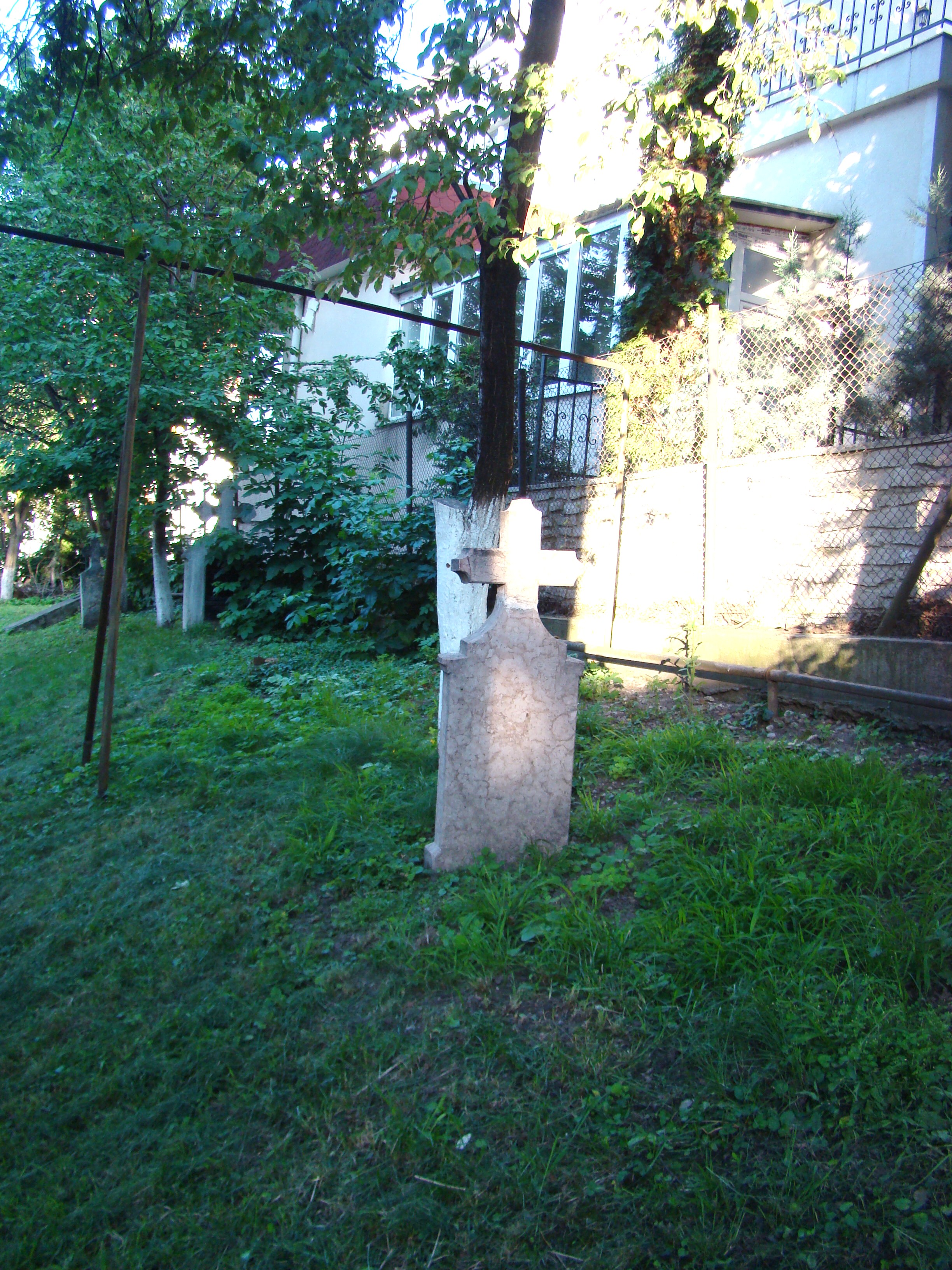
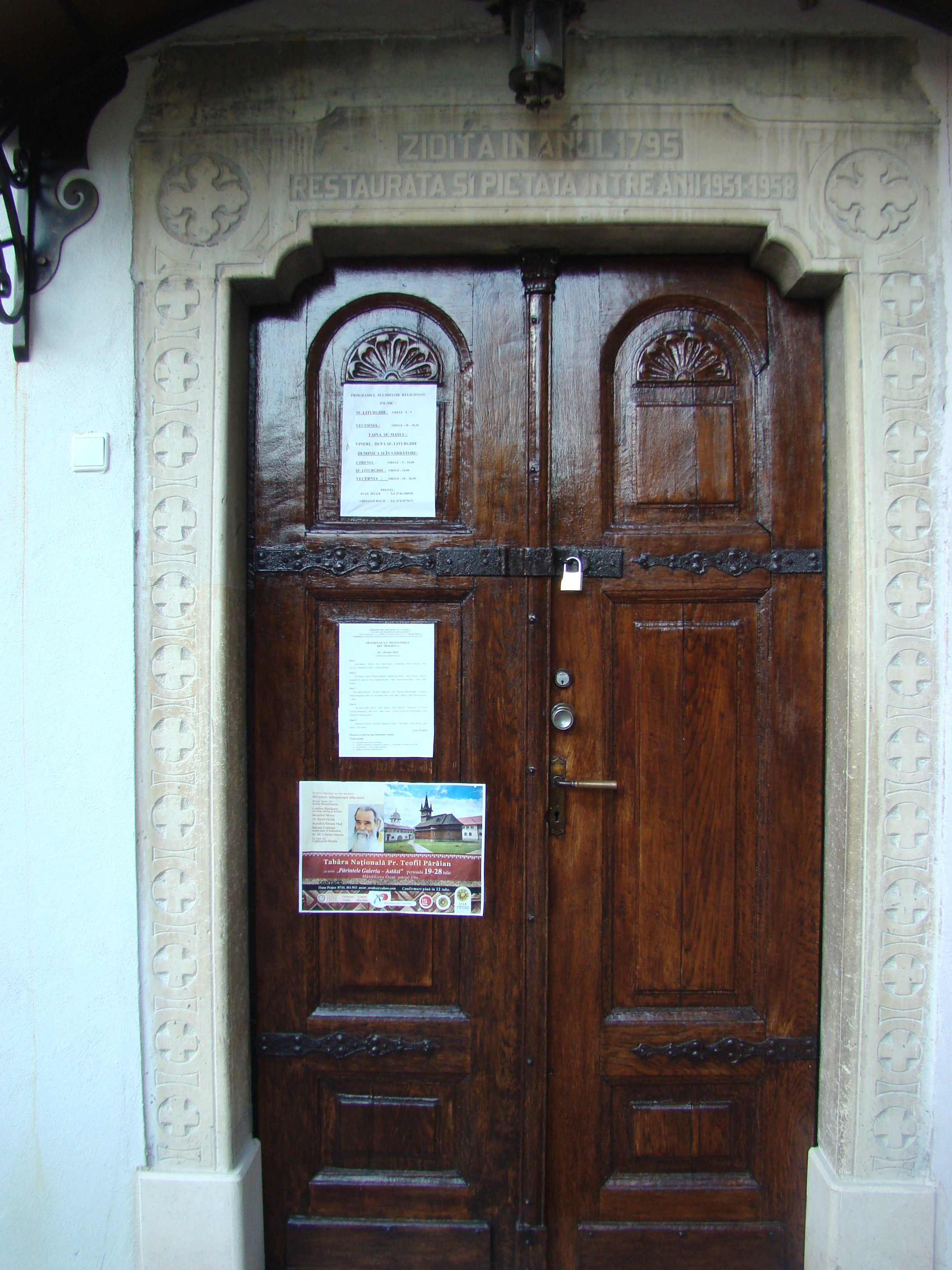
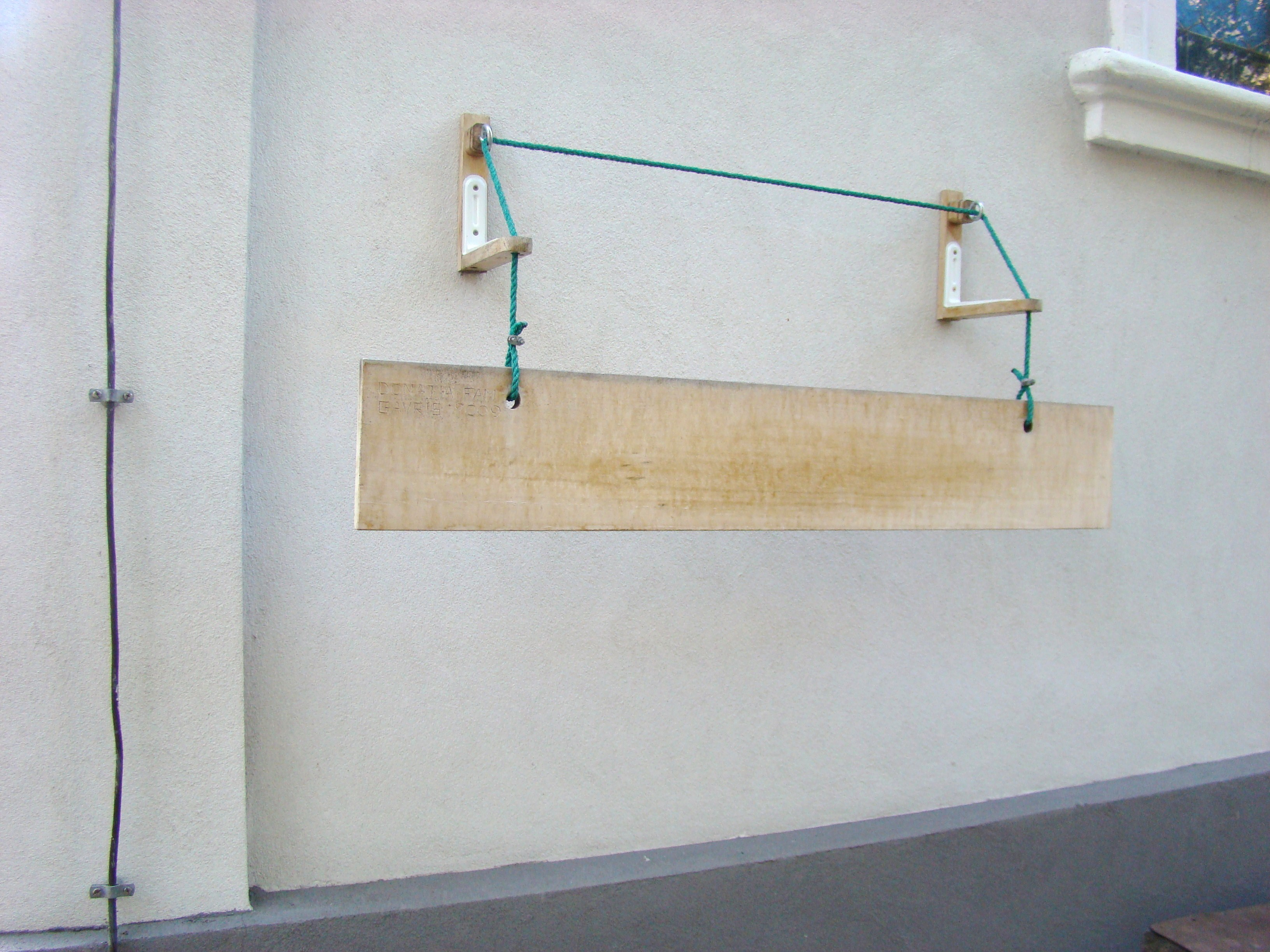

## Imatges des de dins

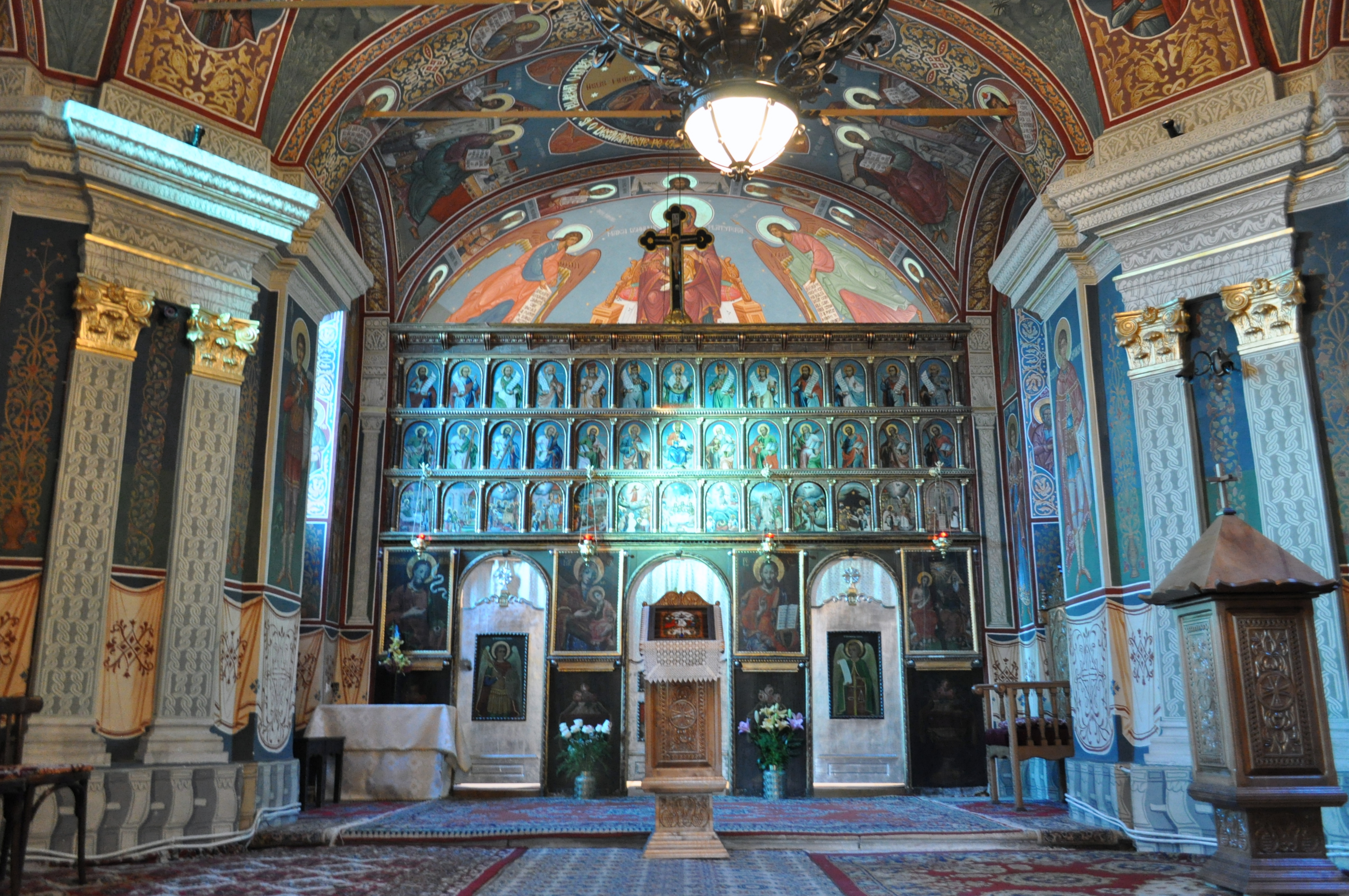
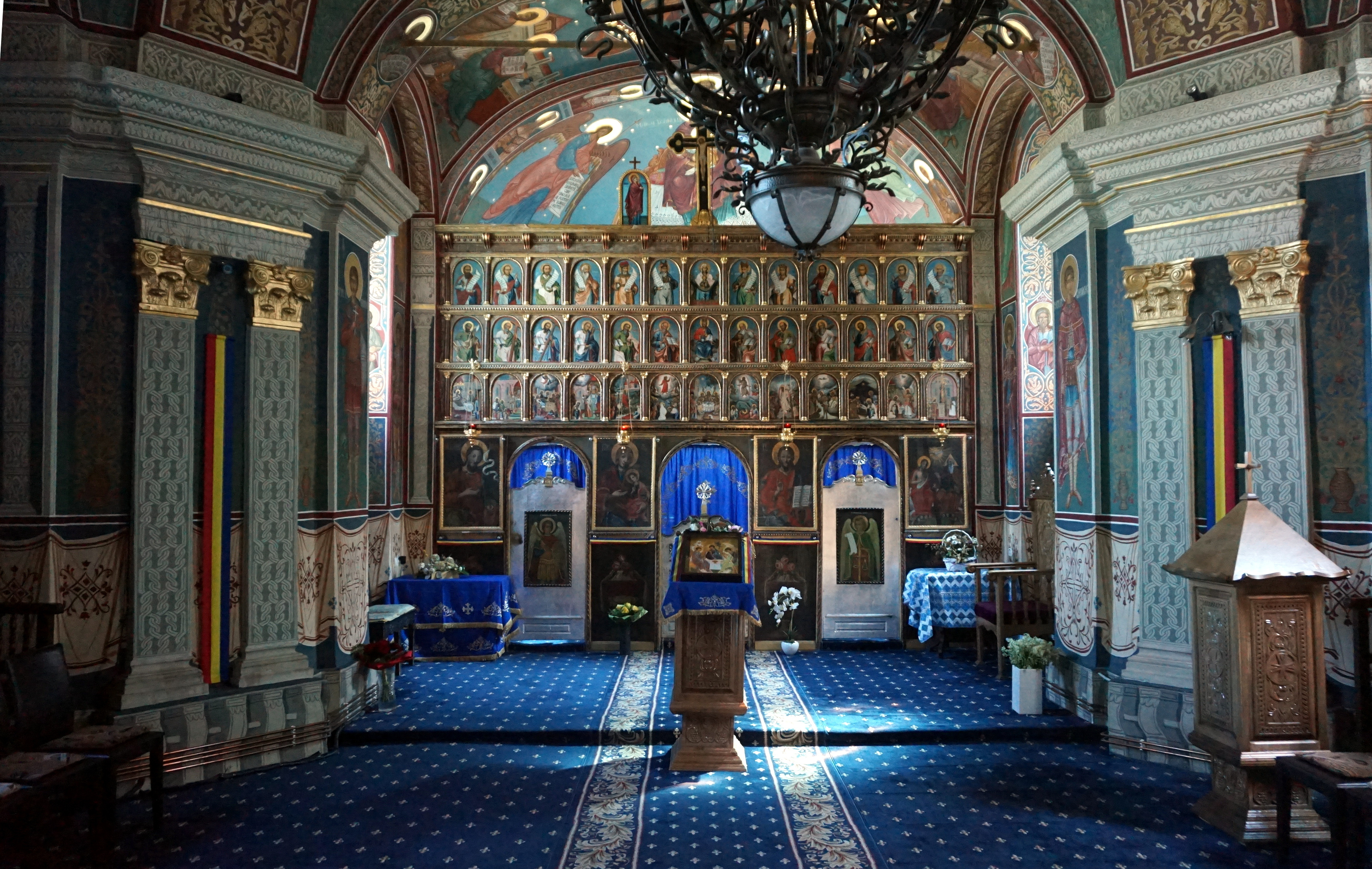
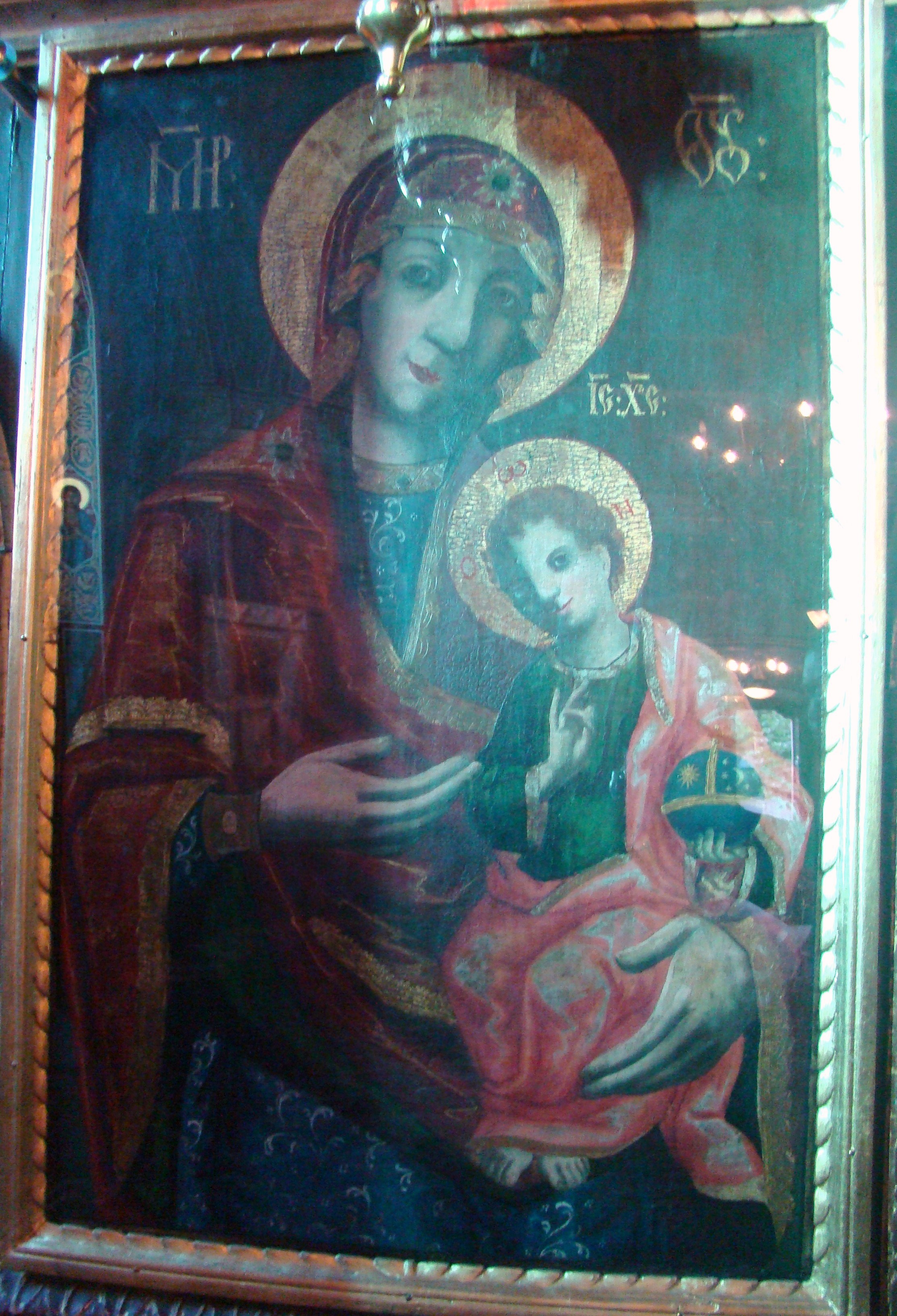
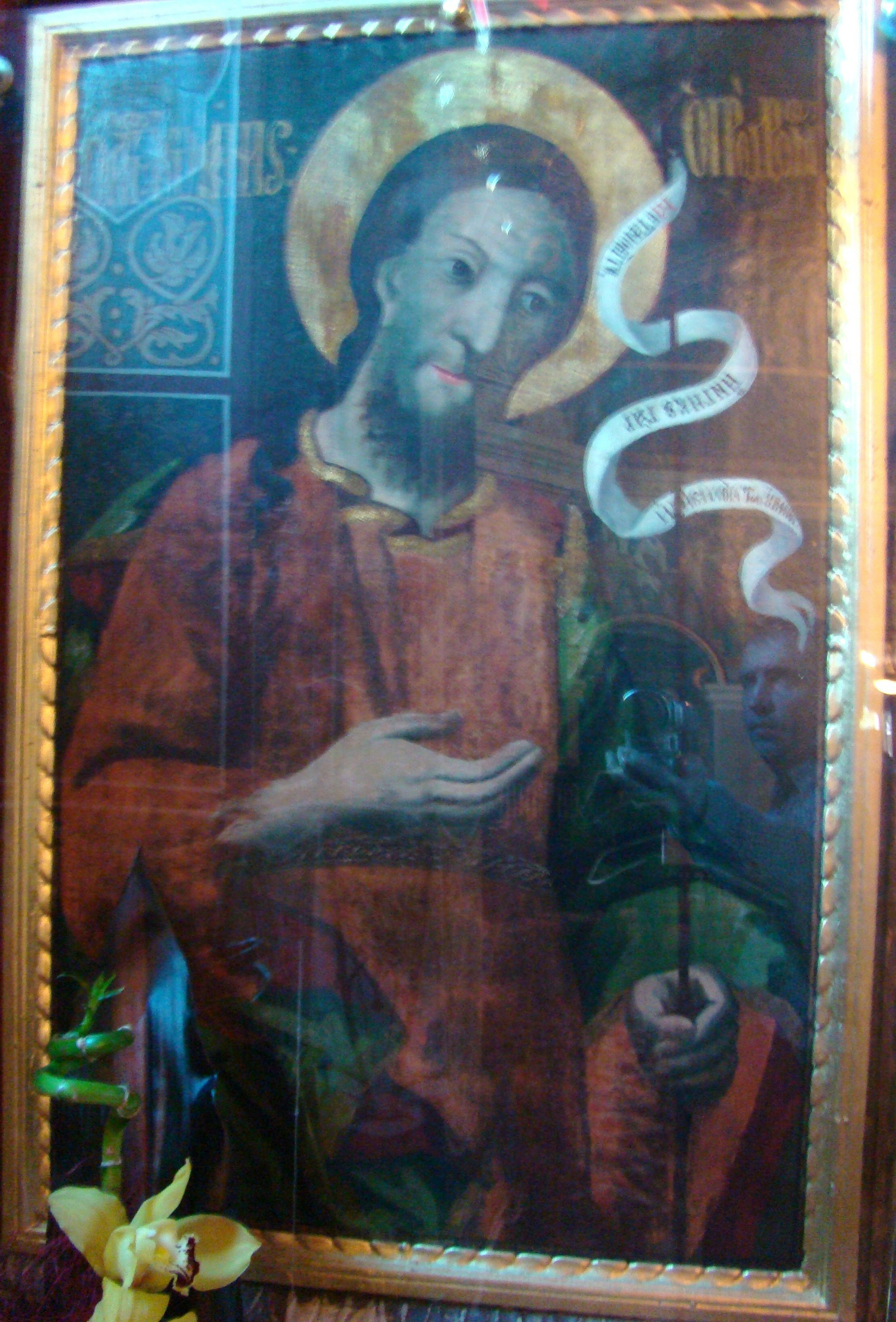
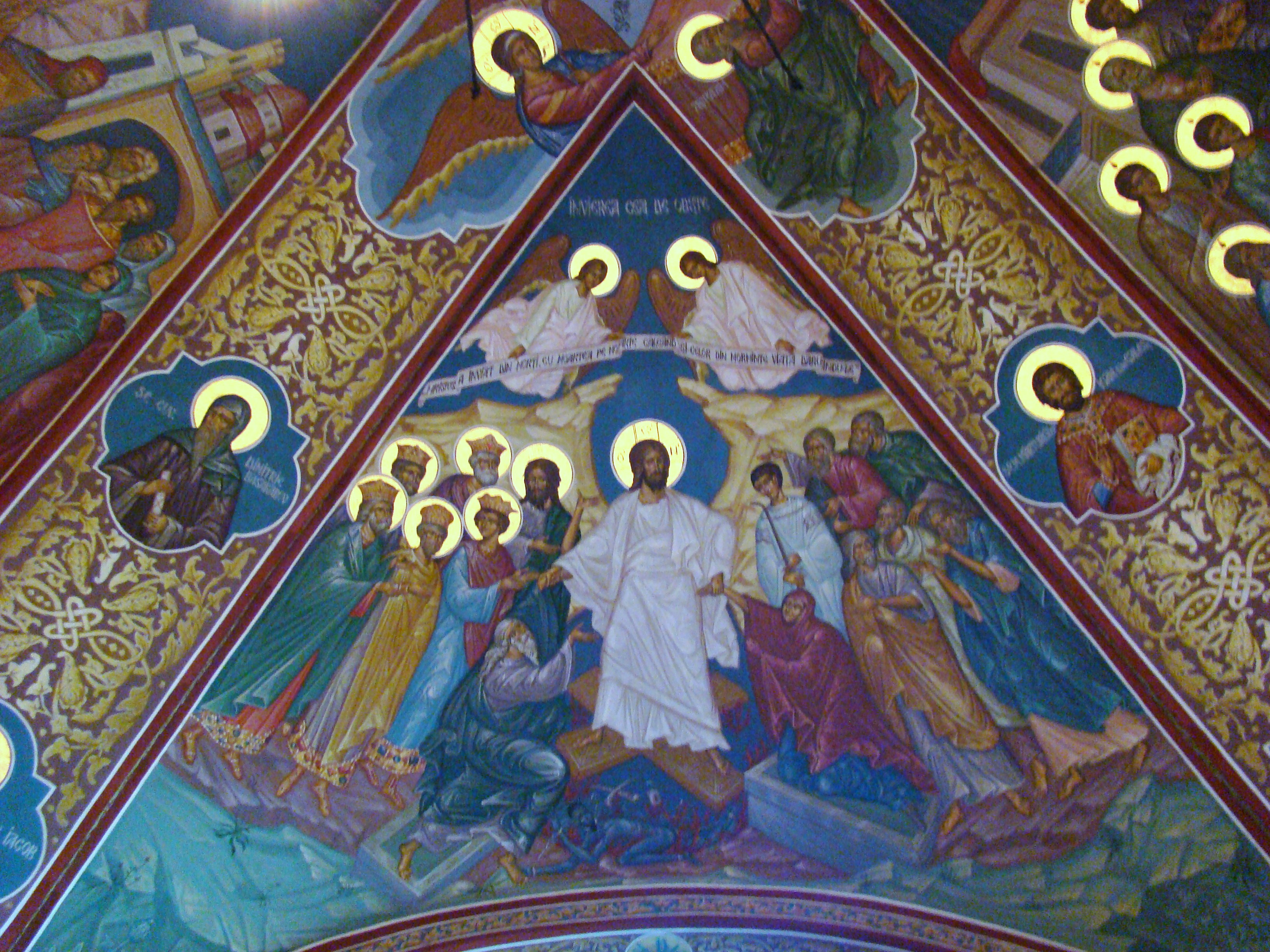
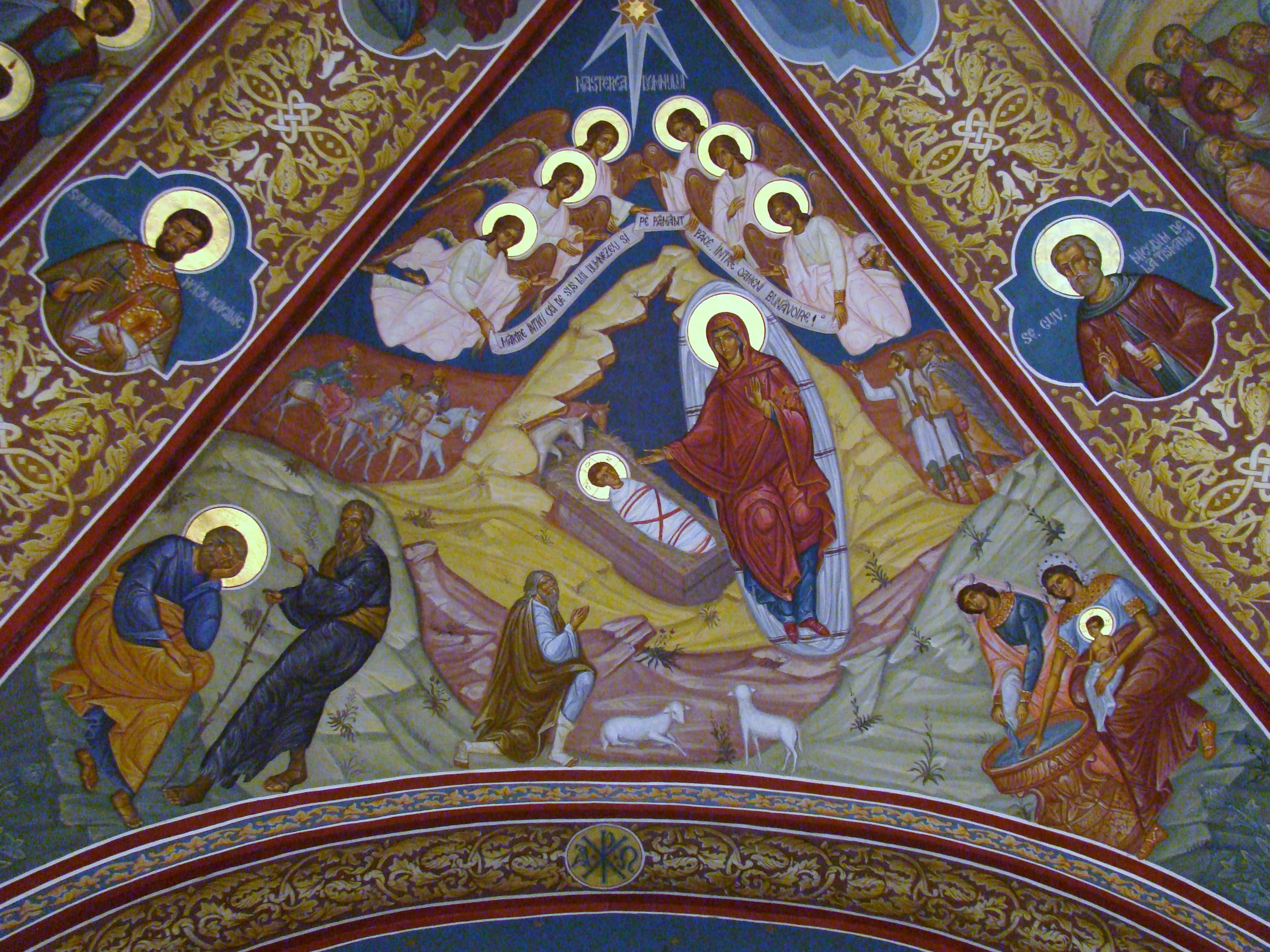
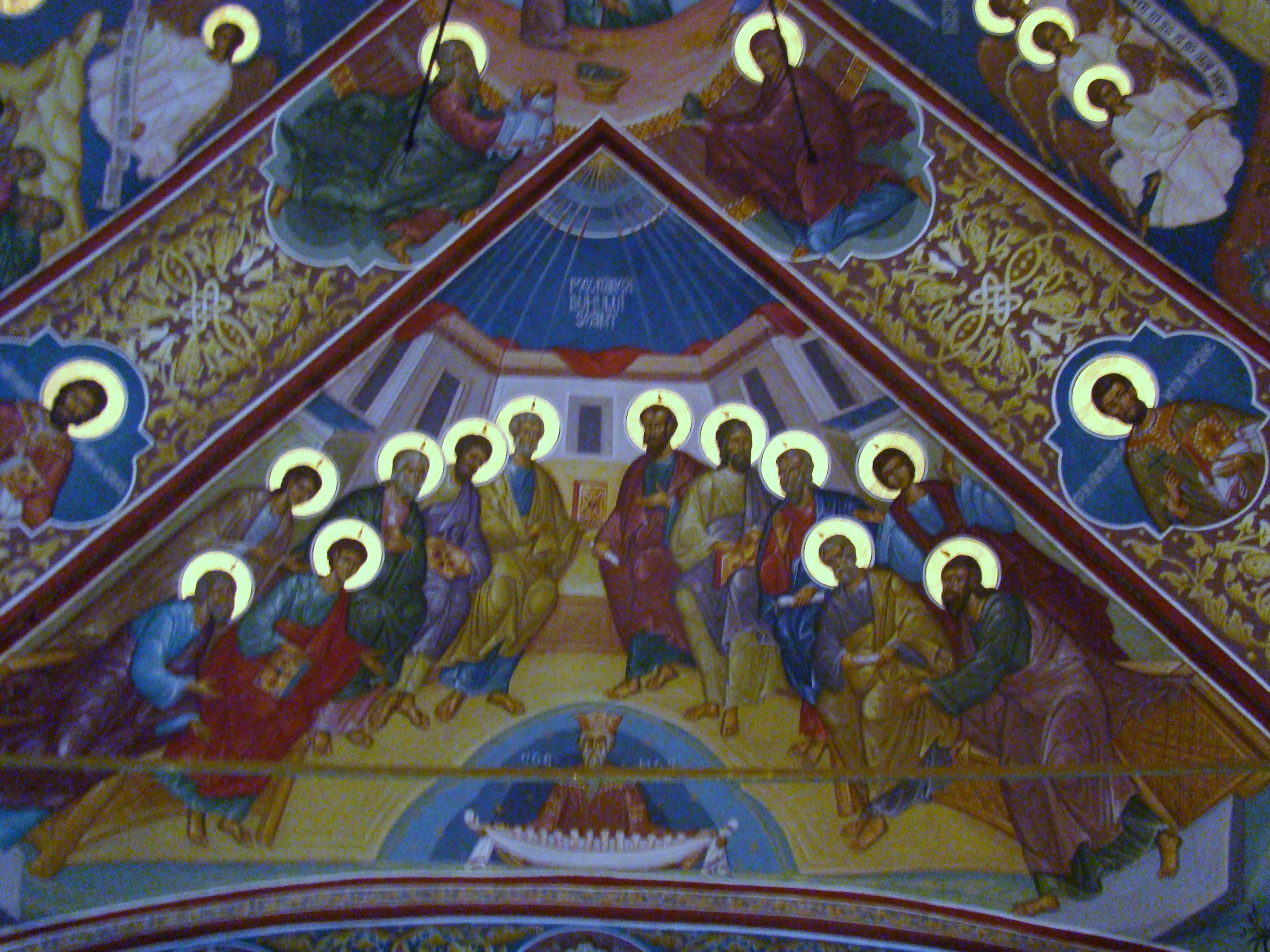
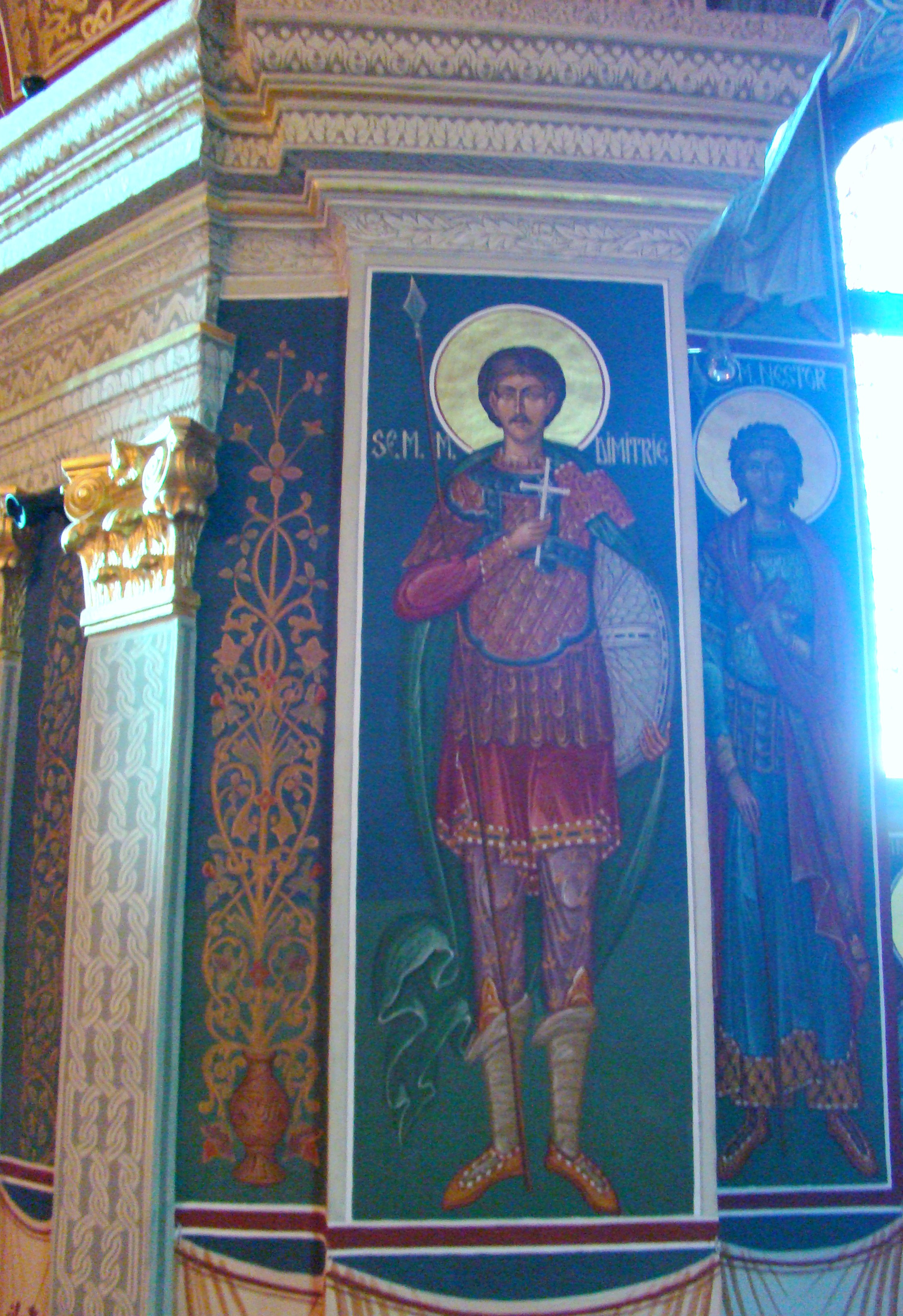
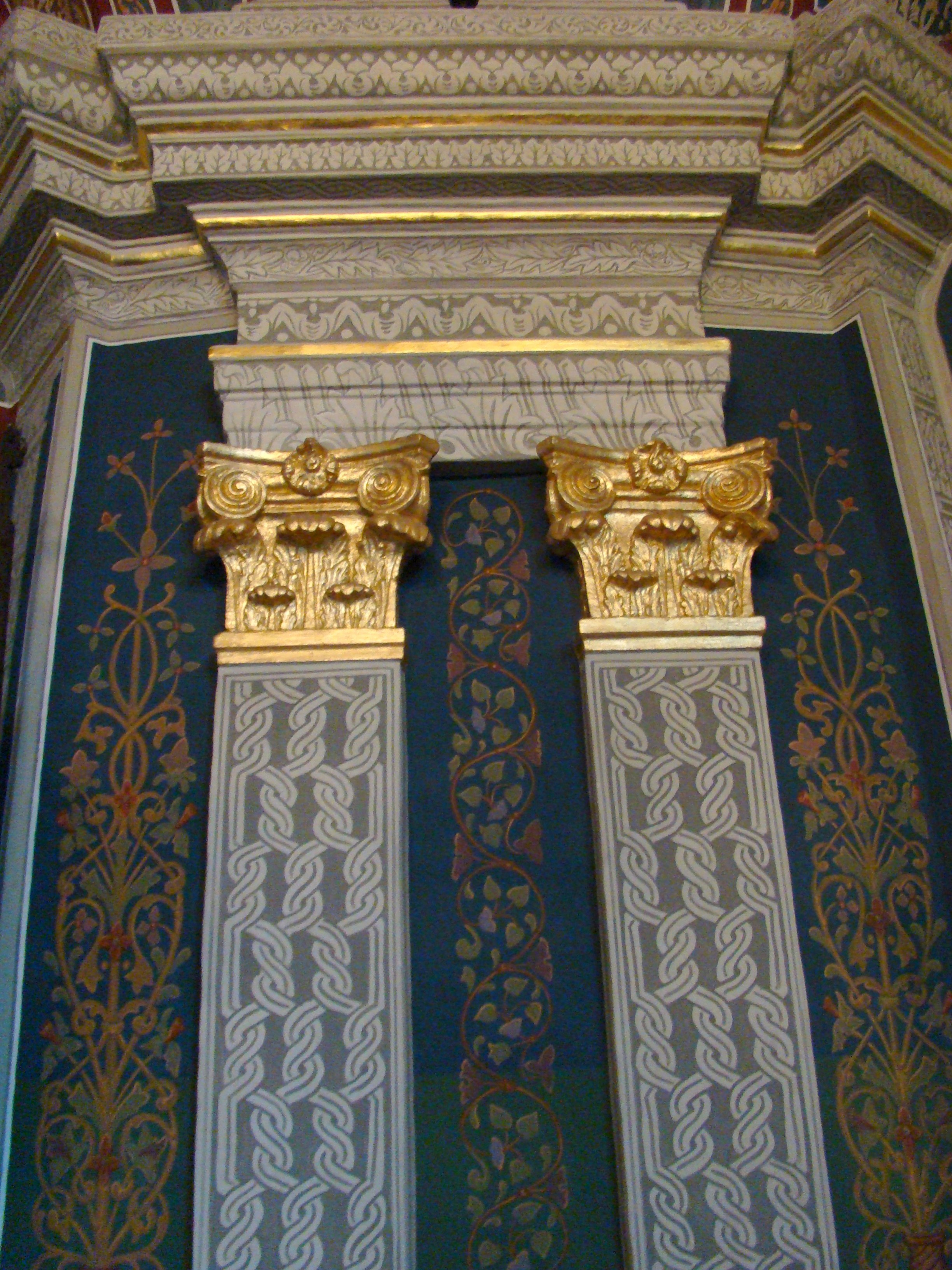
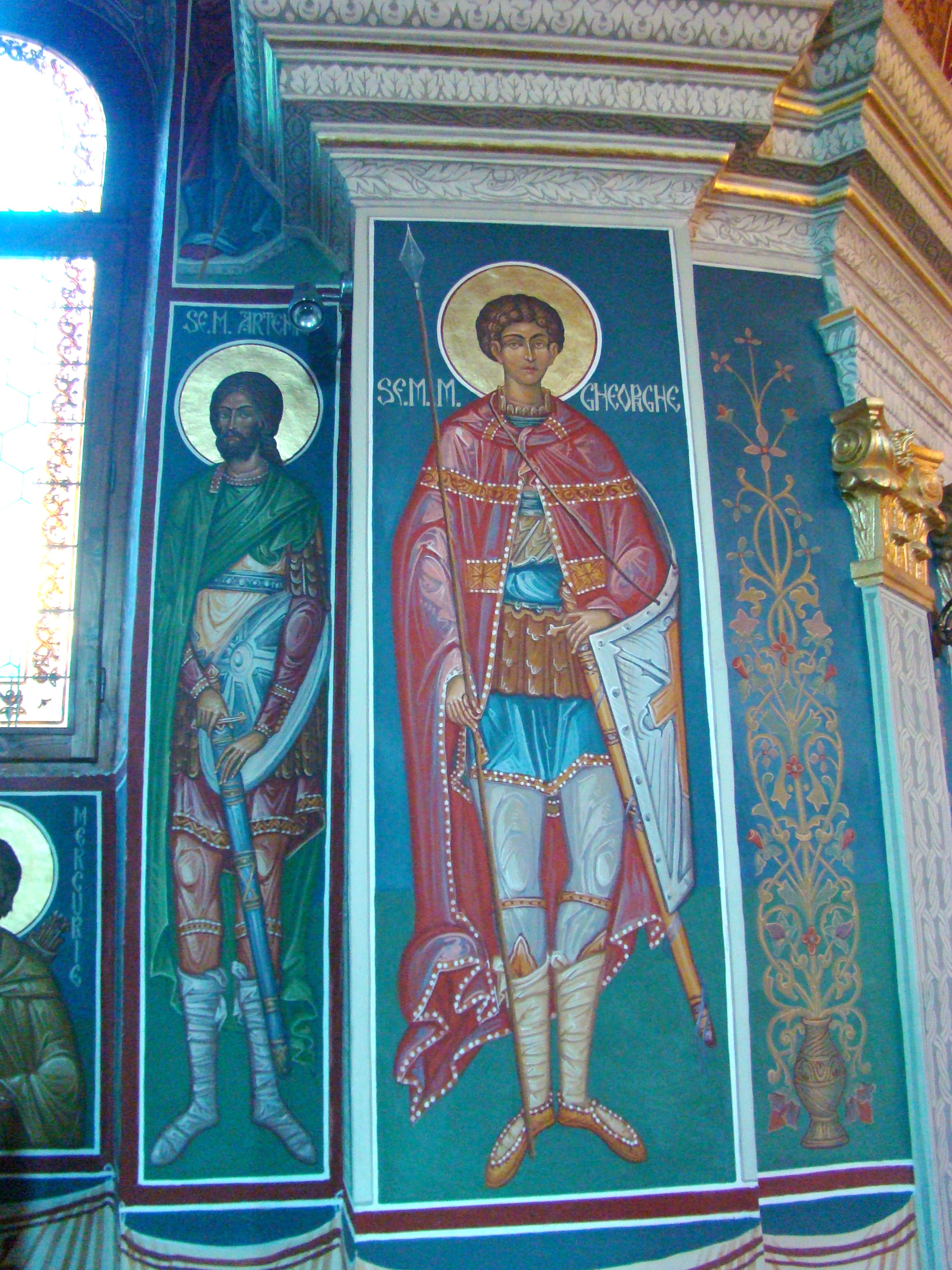
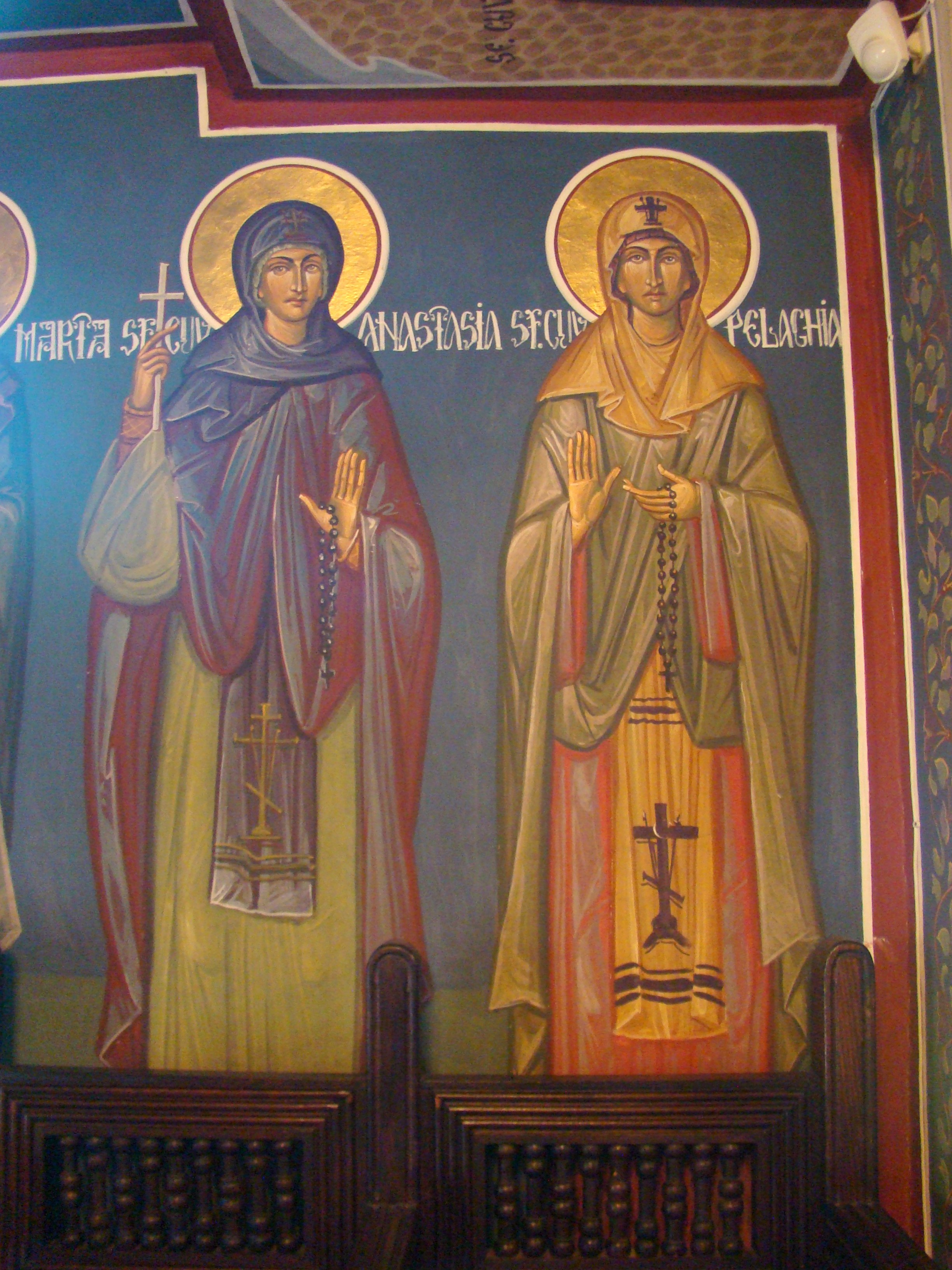
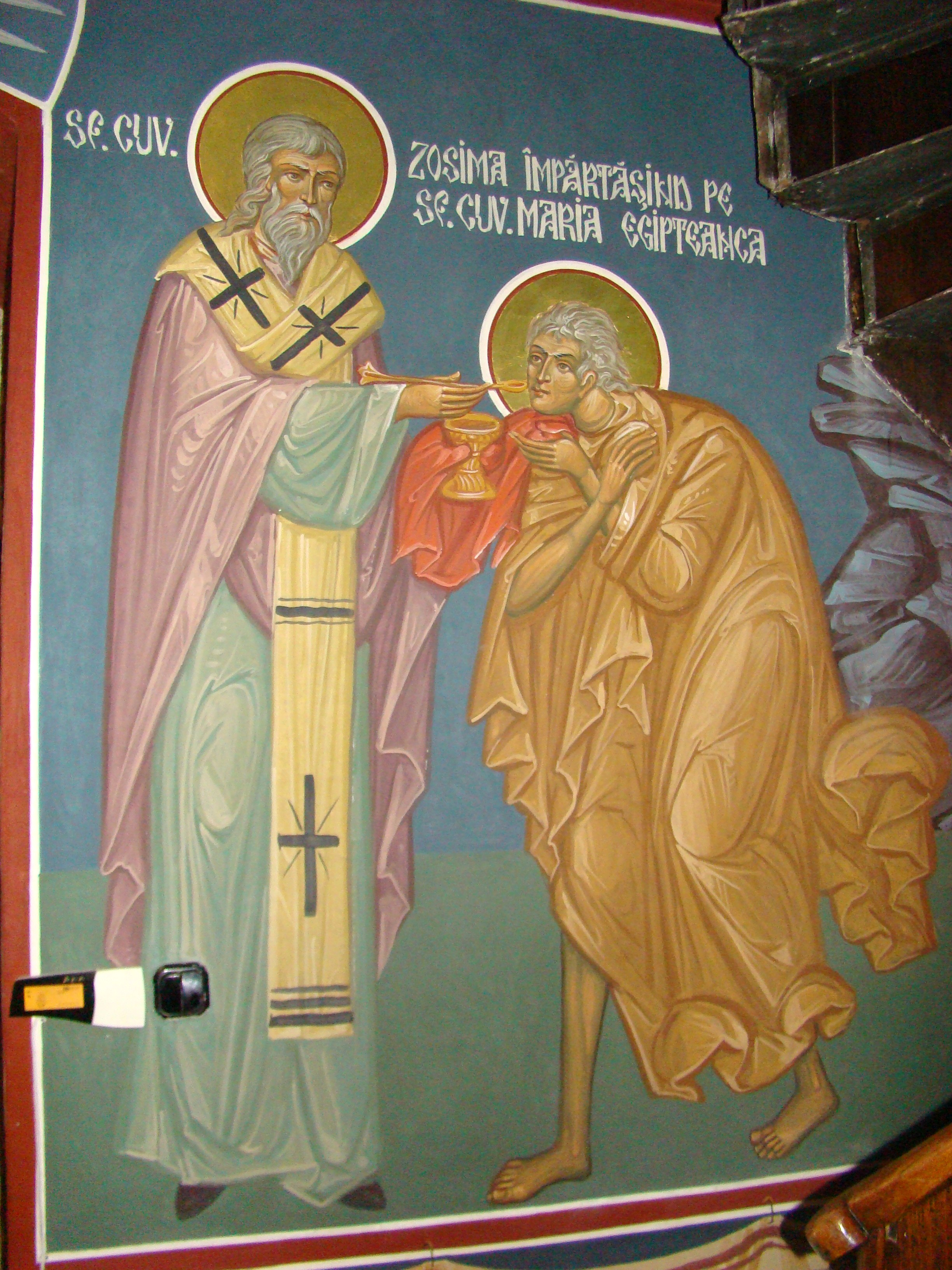
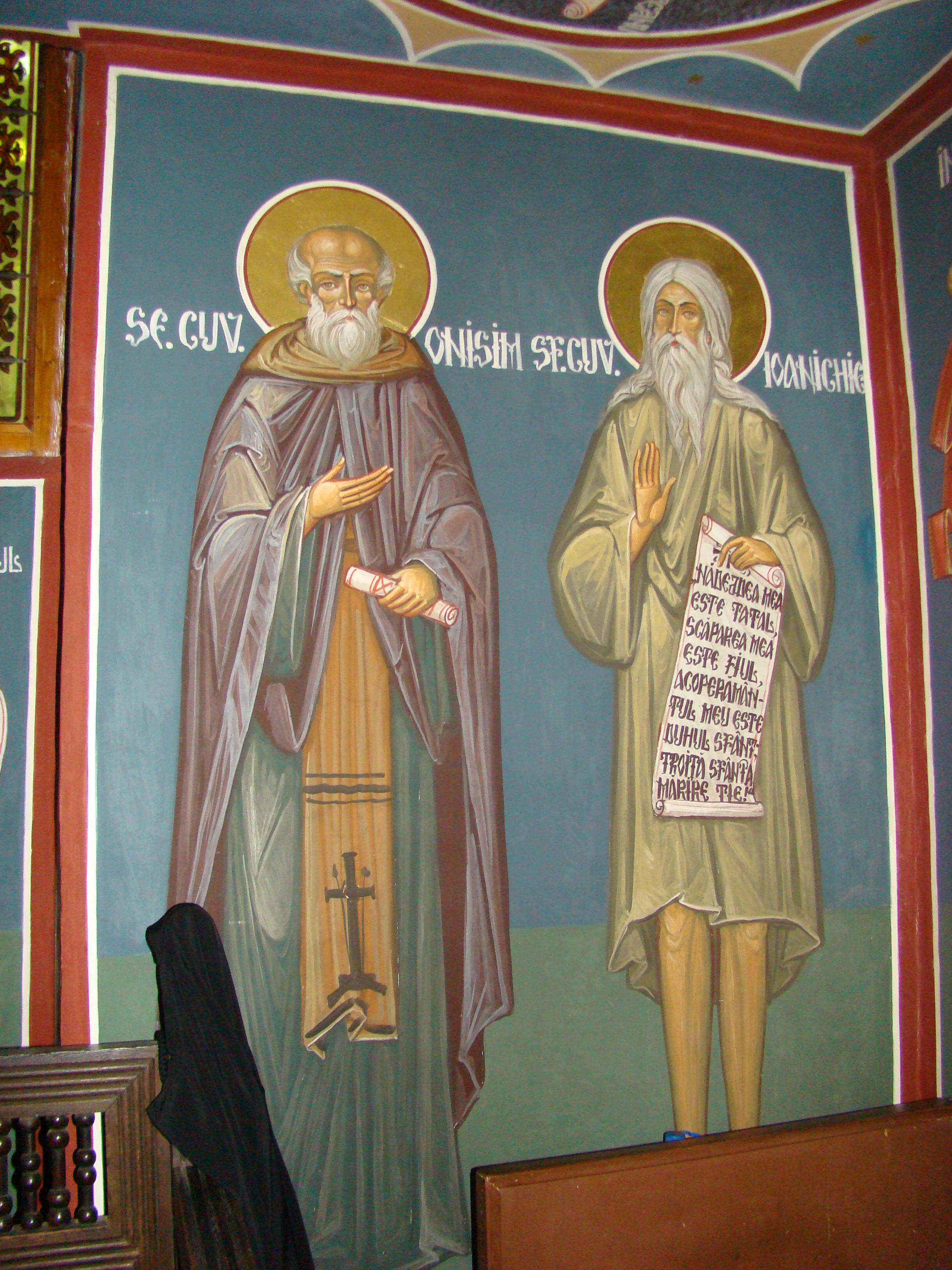
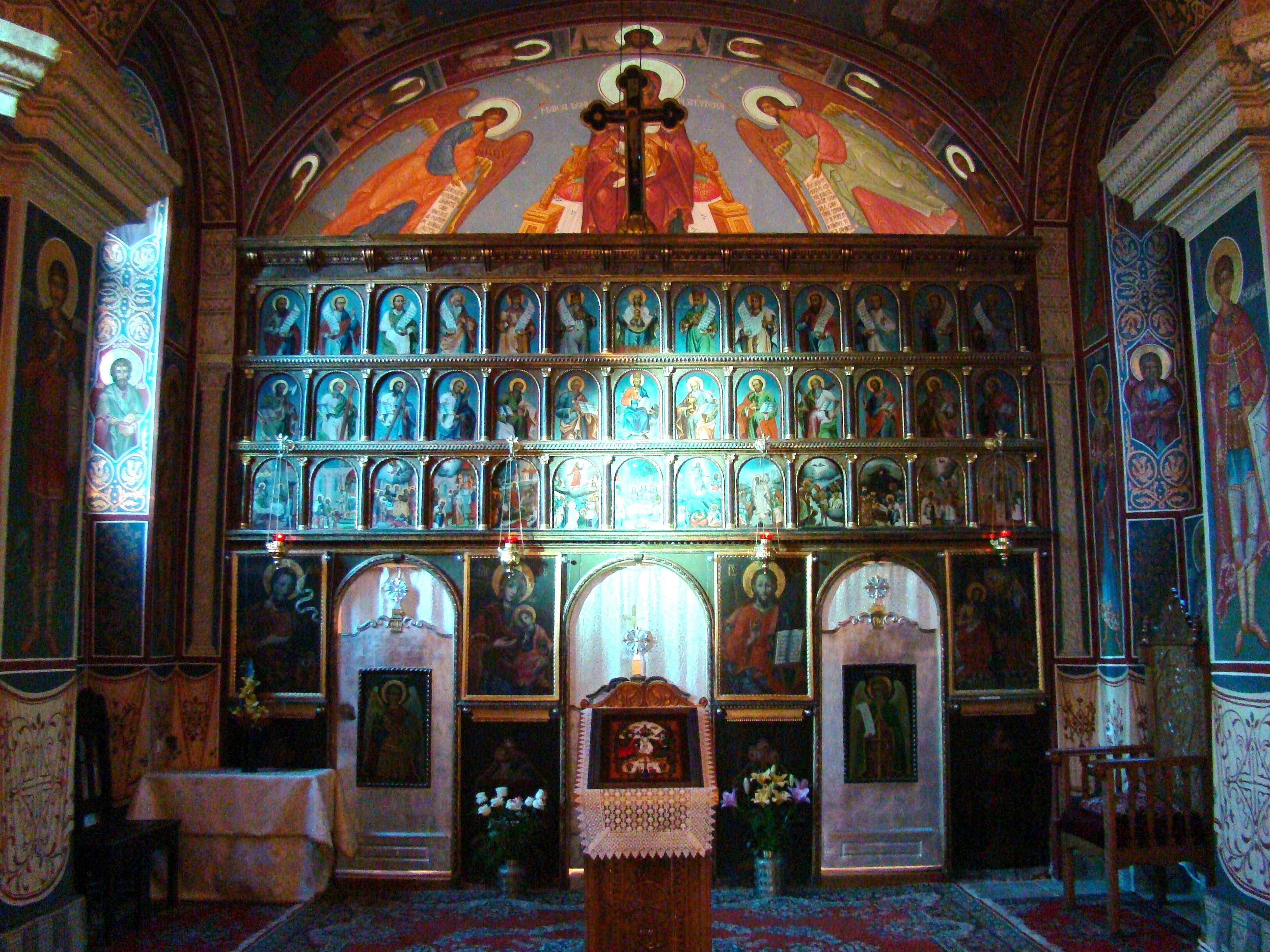
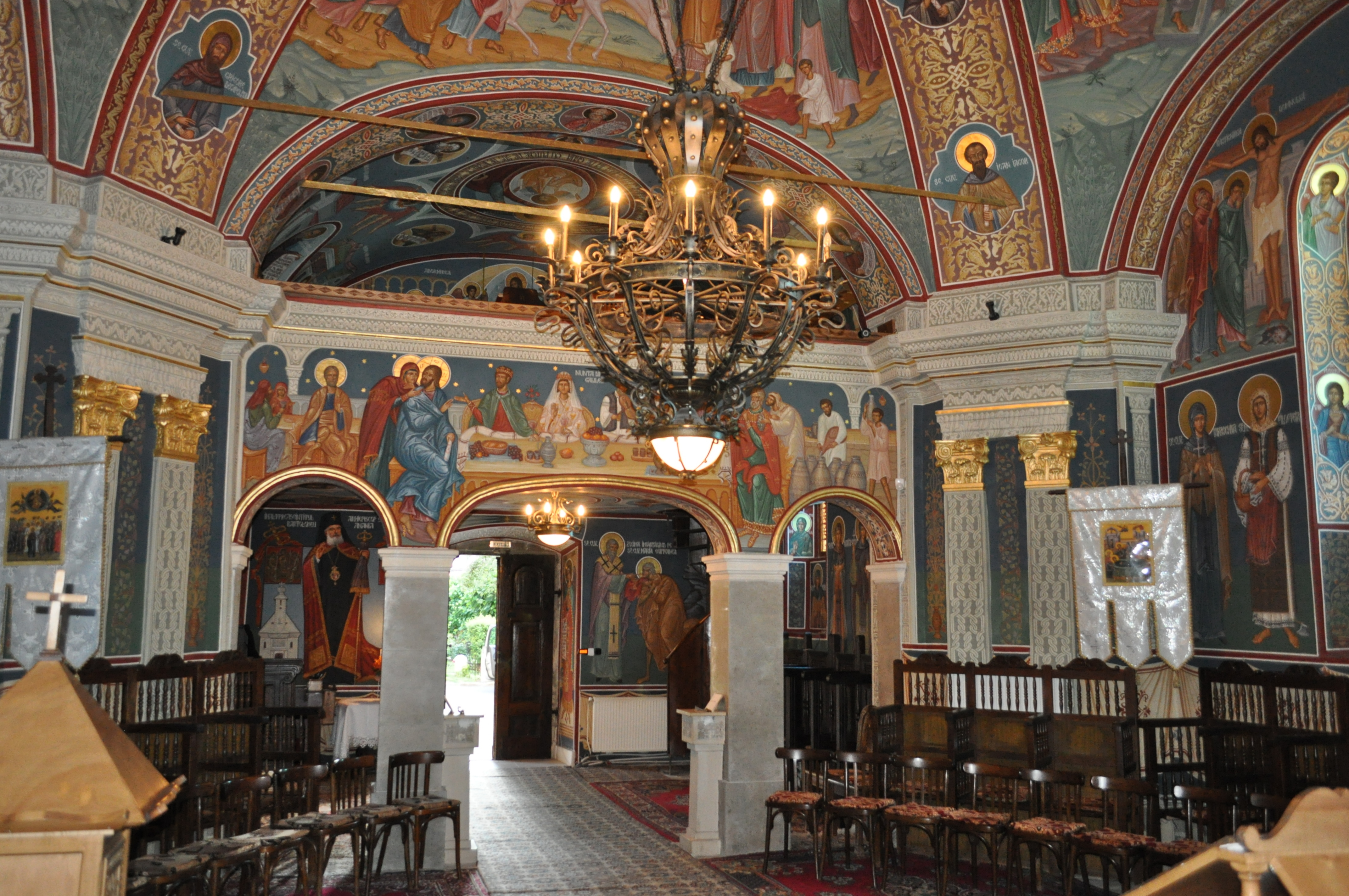
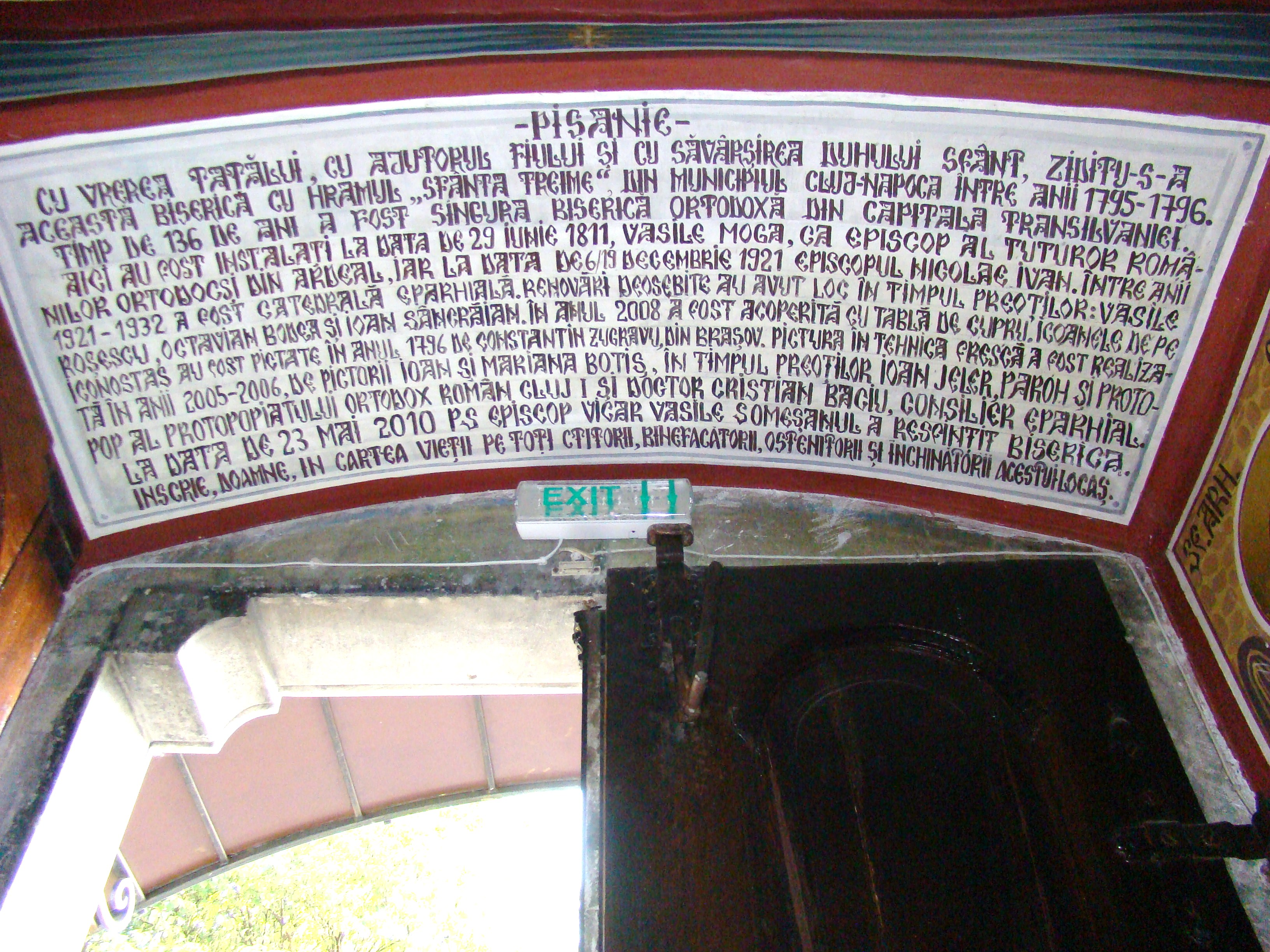